# 日本の路面電車一覧
日本の路面電車一覧（にほんのろめんでんしゃいちらん）では、日本に現存する路面電車の路線および、かつて存在した路面電車、建設が計画されている路面電車について記す。日本以外の例については、「路面電車の走る街の一覧」を参照。

## 営業中の路面電車
軌道法に基づく路面電車を運行している事業者は、下記のとおりである。
| 事業者名               | 旅客案内上の名称 | 所在地        | 開業年 | 総延長 (km) | 路線数 | 運行 系統数 | 停留場 ・駅数 | 軌間 (mm) | 併用 軌道 | 専用 軌道 | 鉄道線 直通 | 備考                                                             |
| ---------------------- | ---------------- | ------------- | ------ | ----------- | ------ | ----------- | ------------- | --------- | --------- | --------- | ----------- | ---------------------------------------------------------------- |
| 札幌市交通事業振興公社 | 札幌市電         | 北海道        | 1918年 | 8.9         | 4      | 1           | 24            | 1,067     | あり      | なし      | なし        | 2020年3月までは札幌市交通局が運行                                |
| 函館市企業局交通部     | 函館市電         | 北海道        | 1913年 | 10.9        | 4      | 2           | 26            | 1,372     | あり      | なし      | なし        | 2011年3月までは函館市交通局が運行                                |
| 宇都宮ライトレール     | ライトライン     | 栃木県        | 2023年 | 14.6        | 1      | 1           | 19            | 1,067     | あり      | あり      | なし        |                                                                  |
| 東京都交通局           | 都電             | 東京都        | 1903年 | 12.2        | 1      | 1           | 30            | 1,372     | あり      | あり      | なし        |                                                                  |
| 東急電鉄               | 世田谷線         | 東京都        | 1925年 | 5.0         | 1      | 1           | 10            | 1,372     | あり      | あり      | なし        | 東急電鉄の軌道線の開業年は1907年                                 |
| 富山地方鉄道           | 富山軌道線       | 富山県        | 1913年 | 8.7         | 7      | 6           | 29            | 1,067     | あり      | なし      | あり        |                                                                  |
| 富山地方鉄道           | 富山港線         | 富山県        | 1913年 | 8.7         | 7      | 6           | 29            | 1,067     | あり      | なし      | あり        | 富山港線の鉄道線区間を除く 2020年2月までは富山ライトレールが運行 |
| 万葉線                 | 万葉線           | 富山県        | 1948年 | 8.0         | 1      | 1           | 18            | 1,067     | あり      | あり      | あり        | 鉄道線である新湊港線を除く 2002年1月までは加越能鉄道が運行       |
| 豊橋鉄道               | 市内線           | 愛知県        | 1925年 | 5.4         | 1      | 2           | 14            | 1,067     | あり      | なし      | なし        |                                                                  |
| 福井鉄道               | 福武線           | 福井県        | 1933年 | 3.4         | 1      | 1           | 6             | 1,067     | あり      | あり      | あり        | 福武線の鉄道線区間を除く                                         |
| 京阪電気鉄道           | 大津線           | 滋賀県 京都府 | 1912年 | 21.6        | 2      | 2           | 27            | 1,435     | あり      | あり      | あり        | 京阪電気鉄道の軌道線の開業年は1910年                             |
| 京福電気鉄道           | 嵐電             | 京都府        | 1910年 | 11.0        | 2      | 2           | 22            | 1,435     | あり      | あり      | なし        |                                                                  |
| 阪堺電気軌道           | 阪堺電車         | 大阪府        | 1911年 | 18.3        | 2      | 2           | 40            | 1,435     | あり      | あり      | なし        |                                                                  |
| 岡山電気軌道           | 岡電             | 岡山県        | 1912年 | 4.7         | 2      | 2           | 17            | 1,067     | あり      | なし      | なし        | 停留場数に臨時停留場の京橋停留場を含む                           |
| 広島電鉄               | 市内線           | 広島県        | 1912年 | 18.5        | 6      | 8           | 55            | 1,435     | あり      | あり      | あり        | 休止区間と鉄道線である宮島線を除く                               |
| とさでん交通           | とさでん交通     | 高知県        | 1904年 | 25.3        | 4      | 2           | 76            | 1,067     | あり      | あり      | なし        | 2014年9月までは土佐電気鉄道が運行                                |
| 伊予鉄道               | 松山市内線       | 愛媛県        | 1911年 | 6.9         | 5      | 5           | 22            | 1,067     | あり      | あり      | あり        | 鉄道線である城北線を除く                                         |
| 長崎電気軌道           | 長崎電気軌道     | 長崎県        | 1915年 | 11.5        | 5      | 5           | 38            | 1,435     | あり      | あり      | なし        |                                                                  |
| 熊本市交通局           | 熊本市電         | 熊本県        | 1924年 | 12.1        | 5      | 2           | 35            | 1,435     | あり      | あり      | なし        |                                                                  |
| 鹿児島市交通局         | 鹿児島市電       | 鹿児島県      | 1912年 | 13.1        | 4      | 2           | 35            | 1,435     | あり      | あり      | なし        |                                                                  |

営業中の路線は、下記のとおりである。
- 札幌市交通事業振興公社 - 一条線、山鼻西線、山鼻線、都心線（札幌市）
「札幌市電」と総称される。路線は環状に連続しており、周回する1つの系統が内回り・外回りの両方向で設定されている。
かつては札幌市交通局による路線であったが、2020年4月以降は上下分離方式に移行しており、路面電車の運行、施設の維持管理は軌道運送事業者である札幌市交通事業振興公社が、路線施設・車両等の保有、路盤や車両等の整備は軌道整備事業者である札幌市交通局が行う。
- 函館市企業局交通部 - 本線、湯の川線、宝来・谷地頭線、大森線（函館市）
「函館市電」と総称される。路線は4つあるが、実質的には2系統・5系統の2つの系統で運行されている。
2011年3月以前は、函館市交通局による運行。
- 宇都宮ライトレール - 宇都宮芳賀ライトレール線[2]（宇都宮市・芳賀郡芳賀町）
地域公共交通の活性化及び再生に関する法律に基づく上下分離方式を採用しており、軌道整備事業者である宇都宮市・芳賀町が設備を保有、軌道運送事業者である宇都宮ライトレールが運行を行う[3]。愛称は「ライトライン[4][5]」。通過駅のある快速列車を運行している。
- 東京都交通局 - 荒川線（東京都区部）
過去に廃止された他路線も含めて、総称として「都電」と呼ばれる。大半が専用軌道である。荒川線以外が全廃された1978年にホームがかさ上げされており、全車両が高床車で運行される。
- 東急電鉄 - 世田谷線（東京都区部）
2012年度に併用軌道扱いに変更された若林踏切を除き[1]、ほぼ全線が専用軌道である。1999年にホームがかさ上げされており、全車両が高床車で運行される。
- 富山地方鉄道 - 本線、支線、安野屋線、呉羽線、富山都心線、富山駅南北接続線、富山港線（富山市）
富山港線を除く各線は、「富山軌道線」と総称される。1系統 - 6系統の6つの系統が設定されている。2009年に新規開業した富山都心線と2020年2月22日に富山ライトレールから移管した富山港線をのぞく各線は実質的に単一路線として運行されている。このうち、富山都心線を通る環状区間は一方通行での運行である。
富山都心線、富山駅南北接続線については上下分離方式を取り入れており、路面電車の運行、施設の維持管理は、軌道運送事業者である富山地方鉄道が、路線施設・車両等の保有、路盤や車両等の整備は軌道整備事業者である富山市が行う。
- 万葉線 - 高岡軌道線（高岡市・射水市）
鉄道線である新湊港線とともに「万葉線」と総称される。
2002年1月以前は加越能鉄道が運行しており、「万葉線」の路線愛称も移管前に採用された。
- 豊橋鉄道 - 東田本線（豊橋市）
「市内線」とも呼ばれる。同じ路線名だが途中の井原から分岐する支線があり、終点の異なる2系統が交互に運行されている。
- 福井鉄道 - 福武線（福井市）
「福武線」のうち、鉄軌分界点より北が軌道線で、併用軌道である。また、福井城址大名町駅から分岐する支線がある。鉄道線・軌道線通して一体の路線として運用されている。2005年以前はほとんどの車両が普通鉄道規格の車両だったが、同年以降は路面電車規格の車両に入れ替えが行われている。
- 京阪電気鉄道 - 京津線、石山坂本線（京都市・大津市〈併用軌道は大津市内のみ〉）
「大津線」と総称される。併用軌道区間には駅・停留場が存在せず全車両が高床車で運行される。京津線は京都市営地下鉄東西線に乗り入れているため、特認された普通鉄道に準ずる規格の車両で運行されており、日本で唯一の地下鉄に乗り入れる路面電車である。京津線内では逢坂山トンネルという山岳トンネルを有し、最大で61.0‰の急勾配区間が存在するなど、特異な路線である[6]。
- 京福電気鉄道 - 嵐山本線、北野線（京都市）
「嵐電」と総称される。各路線内折り返しの2つの系統が設定されている。北野線は全線が専用軌道である。ホームがかさ上げされており、全車両が高床車で運行される。
- 阪堺電気軌道 - 阪堺線、上町線（大阪市・堺市）
各路線の区間とは異なり、実質的には天王寺駅前停留場 - 浜寺駅前停留場と、恵美須町停留場 - 我孫子道停留場の2つの系統で運行されている。
- 岡山電気軌道 - 東山本線、清輝橋線（岡山市）
1系統・2系統の2つの系統が設定されている。
- 広島電鉄 - 本線、宇品線、江波線、白島線、皆実線、横川線（広島市）
「市内線」と総称される。1号線 - 9号線（4は欠番）の8つの系統で運行されている。1号線のみ、通過駅のある「快速便」の実証運行を実施している（2025年8月3日 - 12月31日）[7]。
- とさでん交通 - 後免線、伊野線、桟橋線、駅前線（高知市・南国市・吾川郡いの町）
主に駅前線 - 桟橋線と、伊野線 - 後免線の2つの系統で運行されており、前者は「南北線」、後者は「東西線」と案内されている。東西線と南北線を直通運転する便も一部存在する。郡部に乗り入れる路面電車は宇都宮芳賀ライトレール線と伊野線のみ。
2014年9月以前は、土佐電気鉄道による運行。
- 伊予鉄道 - 城南線、連絡線、大手町線、花園線、本町線（松山市）
鉄道線である城北線と合わせて、「松山市内線」と総称される。1系統 - 6系統の5つの系統（4は欠番）で運行されている。このうち、6系統は平日のみの運行。
- 長崎電気軌道 - 本線、赤迫支線、桜町支線、大浦支線、蛍茶屋支線（長崎市）
1系統 - 5系統の5つの系統で運行されている。日本で唯一路面電車が建物を通り抜けるトンネル（西洋館トンネル）を有する。
- 熊本市交通局 - 幹線、水前寺線、健軍線、上熊本線、田崎線（熊本市）
「熊本市電」と総称される。路線は5つあるが、実質的にはA系統・B系統の2つの系統で運行されている。
- 鹿児島市交通局 - 第一期線、第二期線、唐湊線、谷山線（鹿児島市）
「鹿児島市電」と総称される。路線は4つあるが、実質的には1系統・2系統の2つの系統で運行されている。

なお、一部の路面電車路線を除き、上記の案内上の名称や事業者の経営形態に関係なく、市営ではない路線についても市街電車・市内電車の略称として「市電」と呼ぶことも多い（「市電#民営路面電車で市電と呼ばれる（呼ばれた）事があるもの」も参照）。その他、北海道や四国など、近年まで鉄道路線の電化が進んでおらず、現在も電化路線が少ない地域や非電化列車が主流となっている地域においては、国鉄→JR（またはそれを継承した第三セクター鉄道）の鉄道路線のことを、電気を動力とするものも含め旧来の名残で「汽車」と呼ぶのに対し、長らく電化路線として運行されていた路面電車路線を指す通称として単に「電車」と呼ぶ例も見られる。

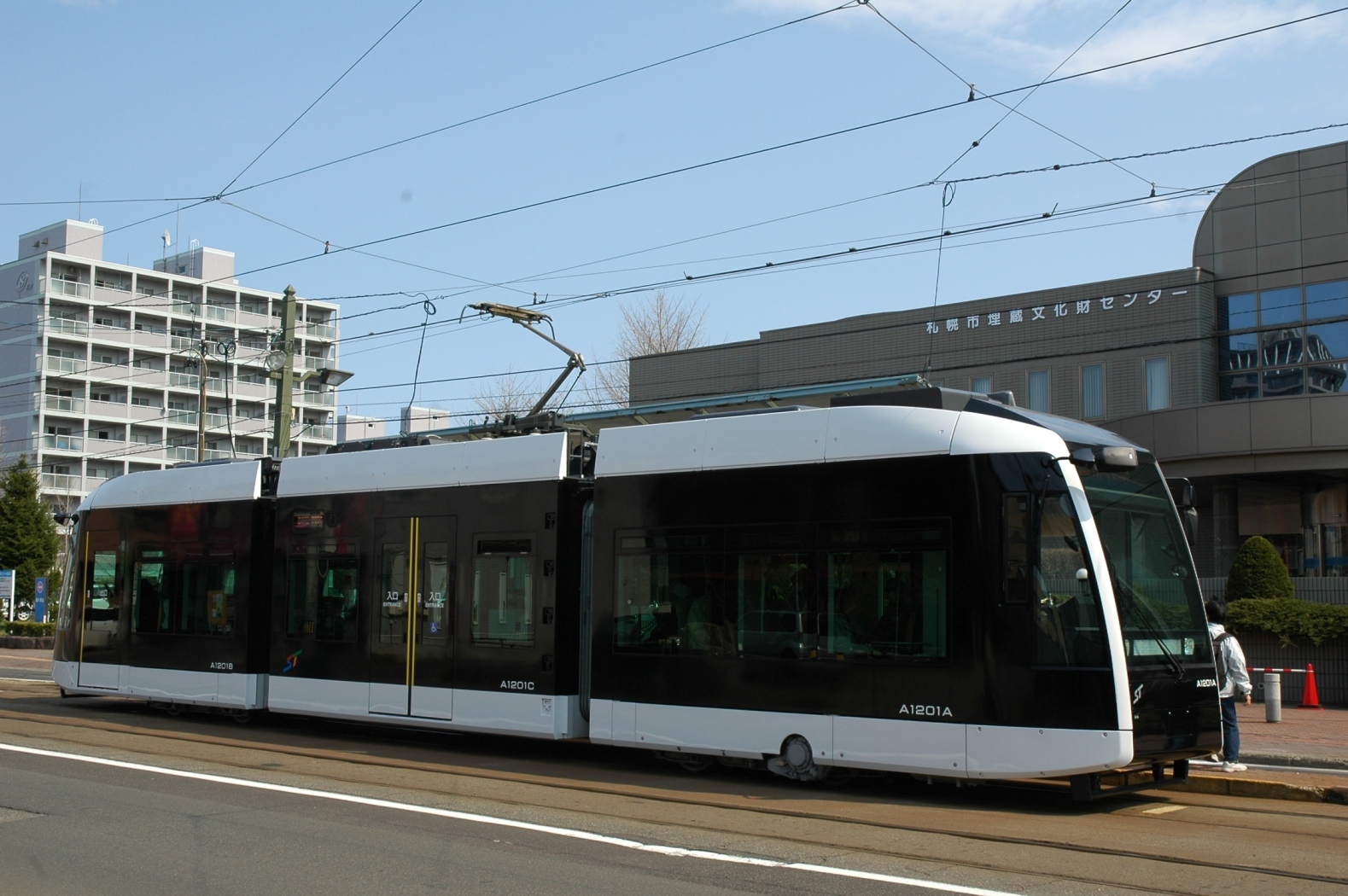
札幌市交通局（当時）
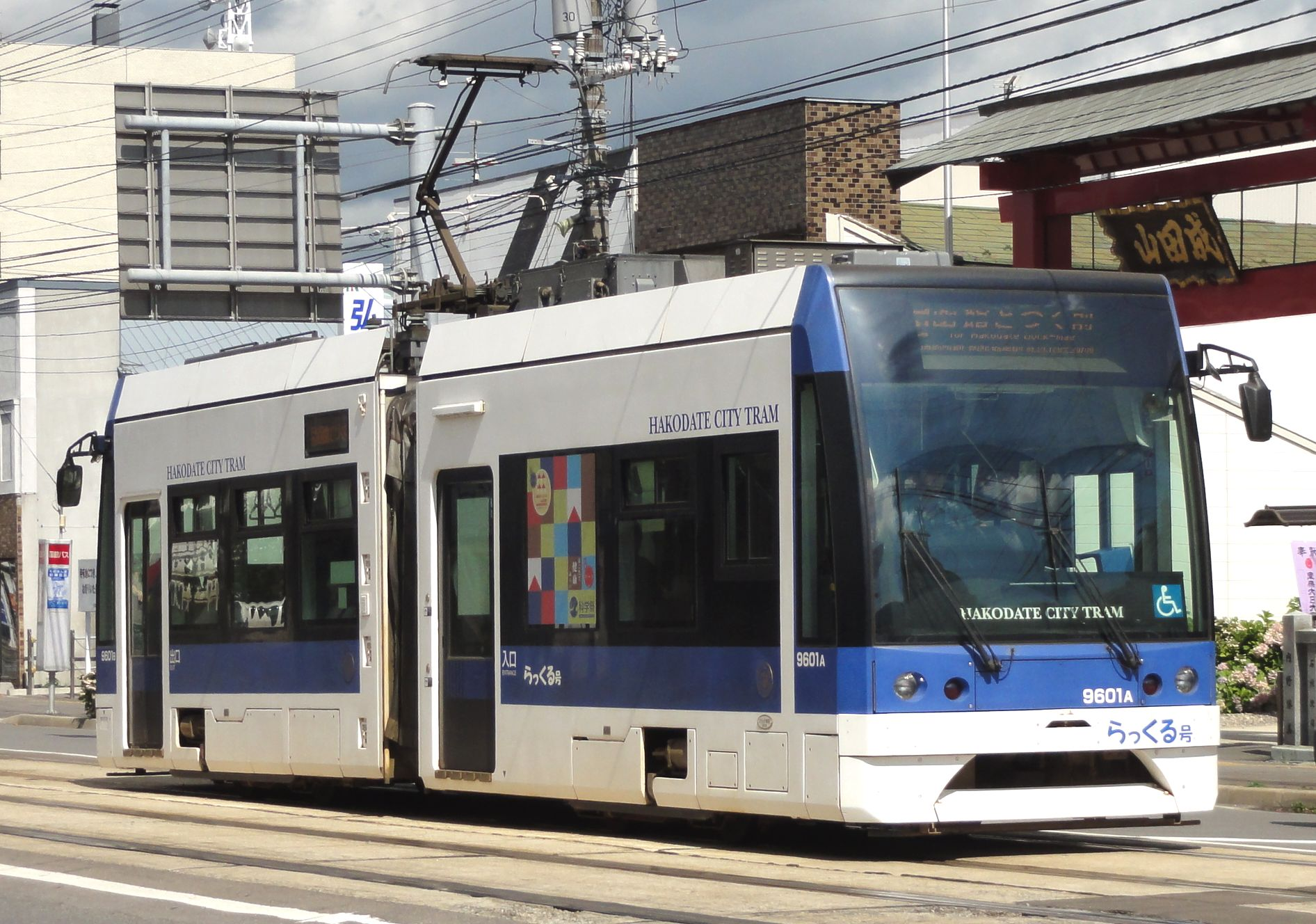
函館市企業局交通部
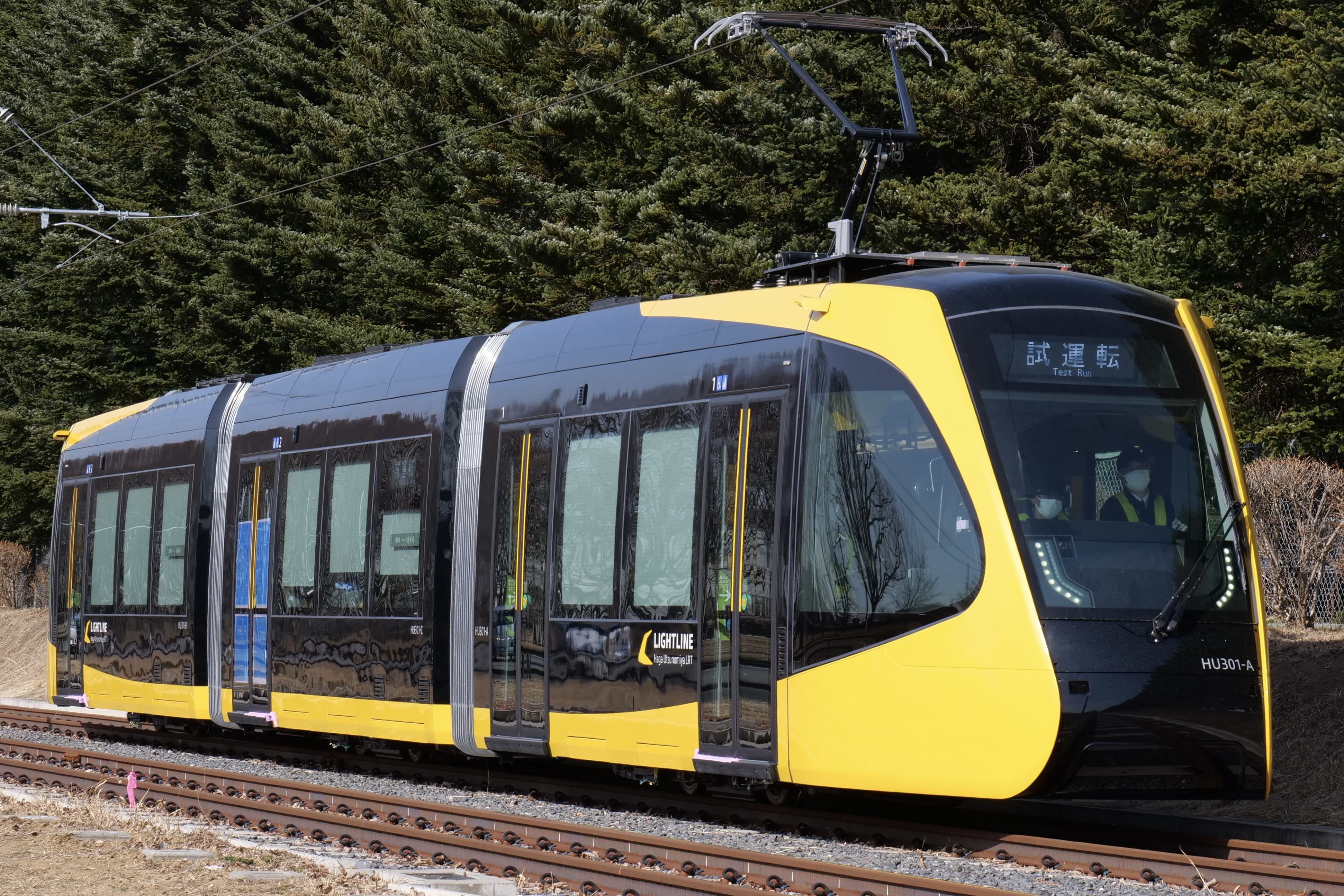
宇都宮ライトレール
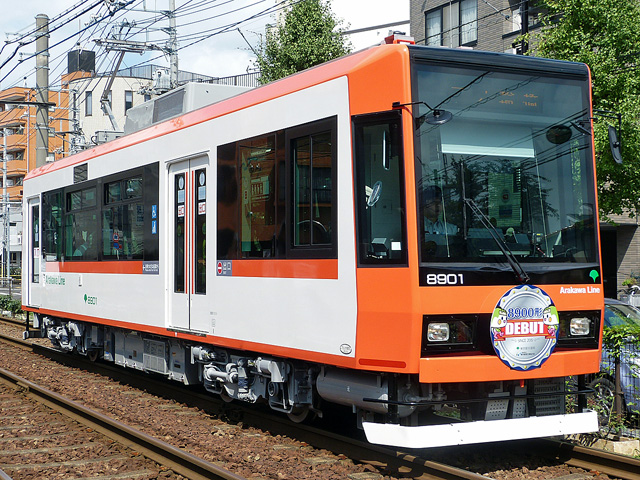
東京都交通局
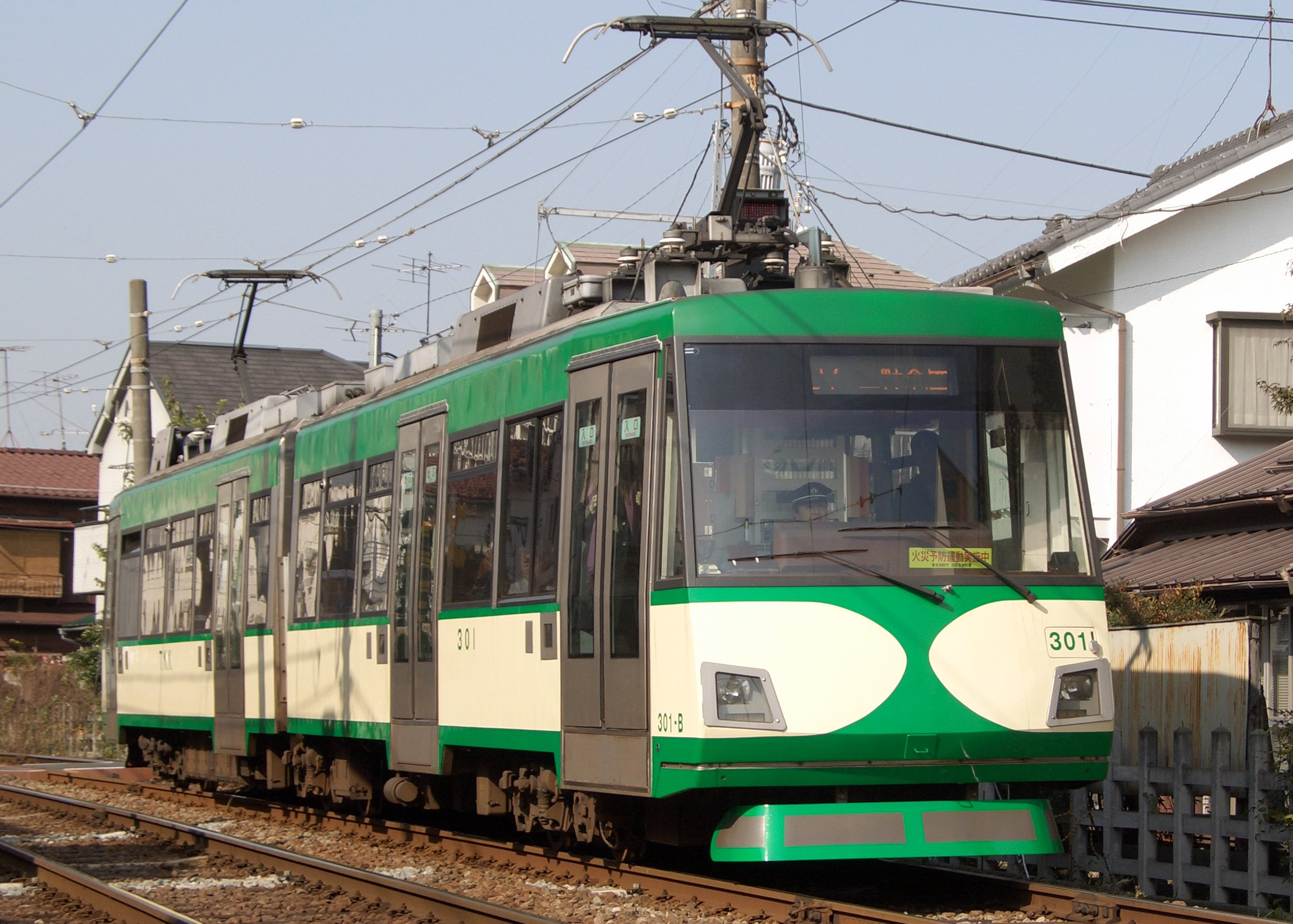
東急電鉄
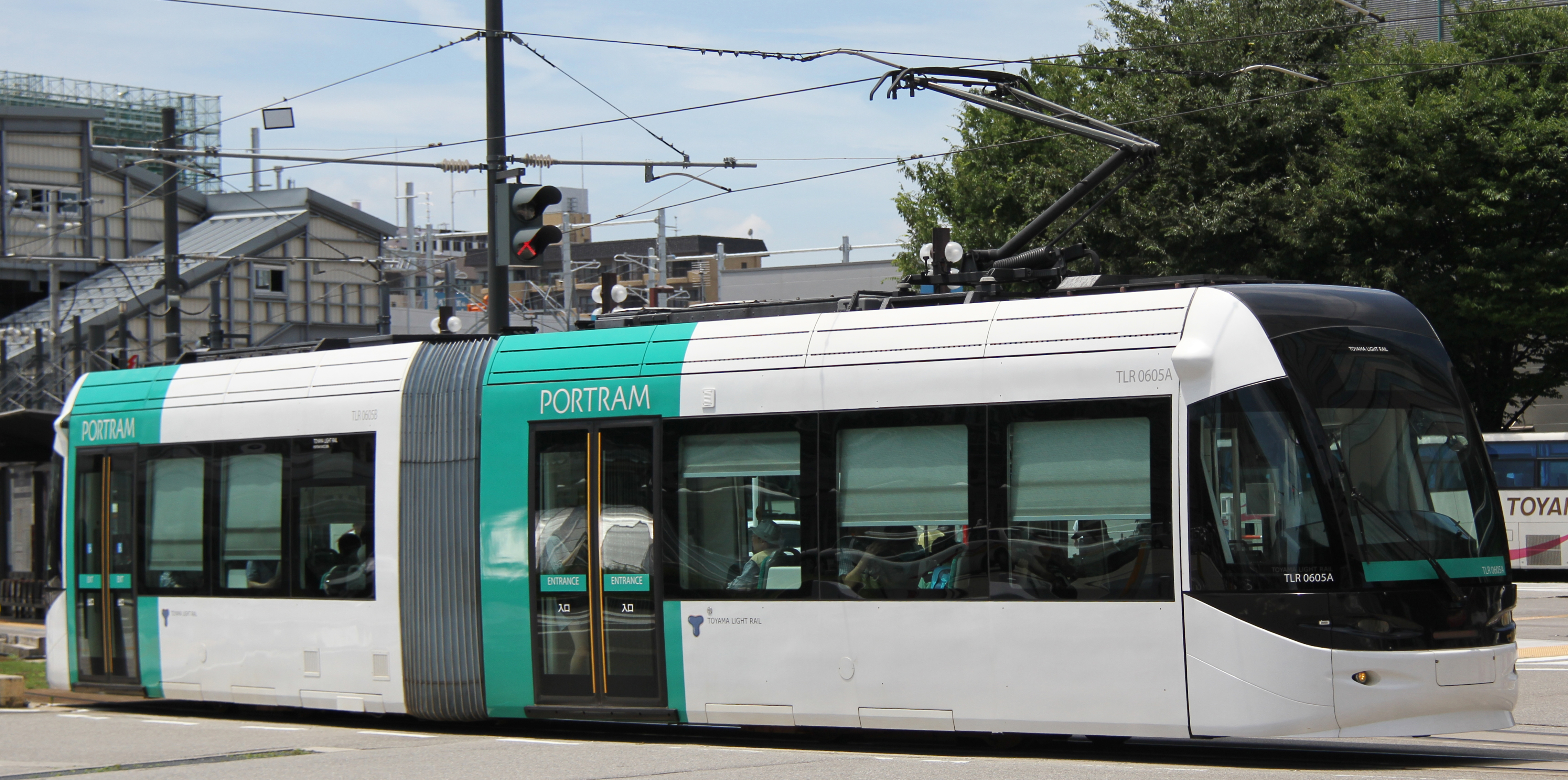
富山地方鉄道
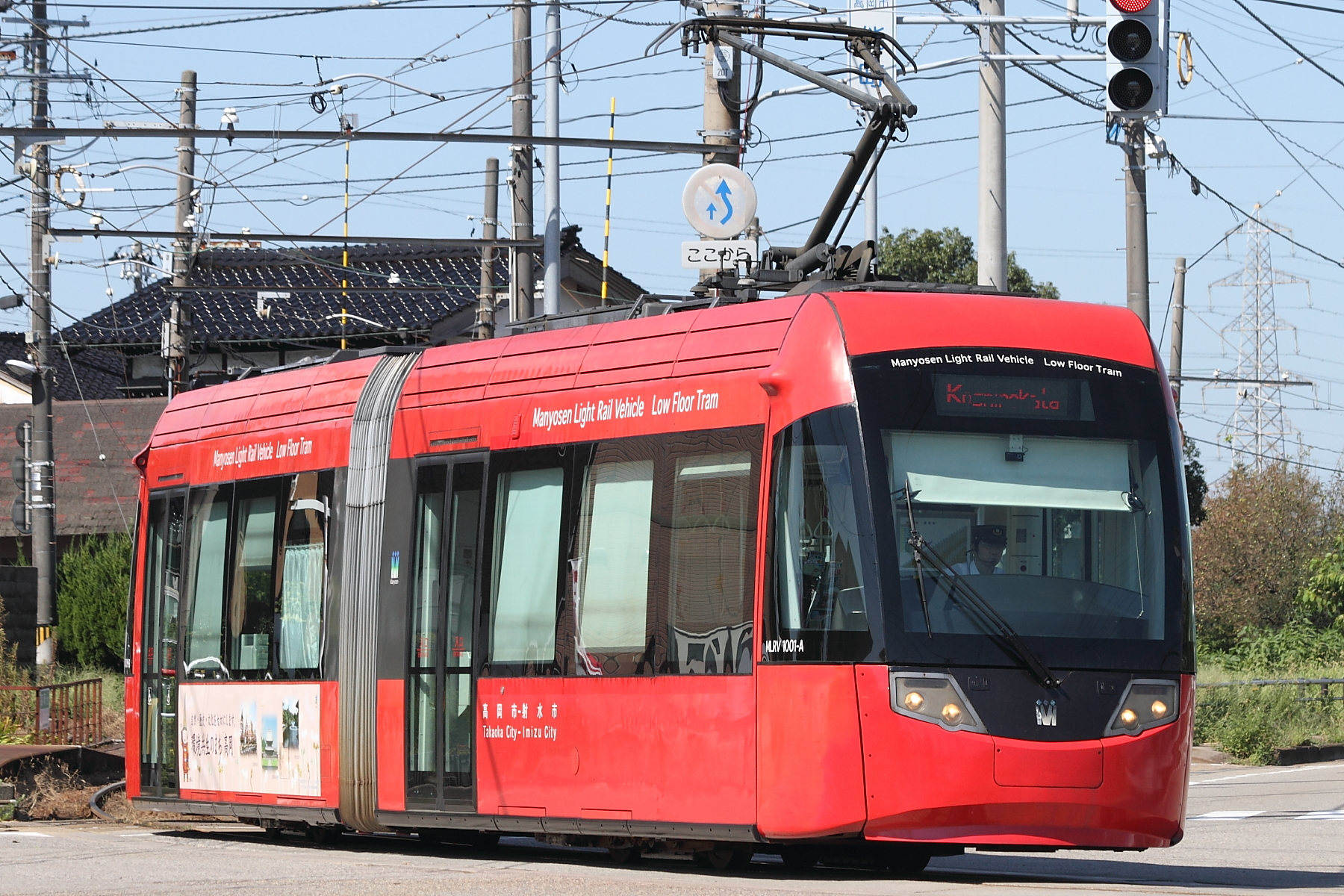
万葉線
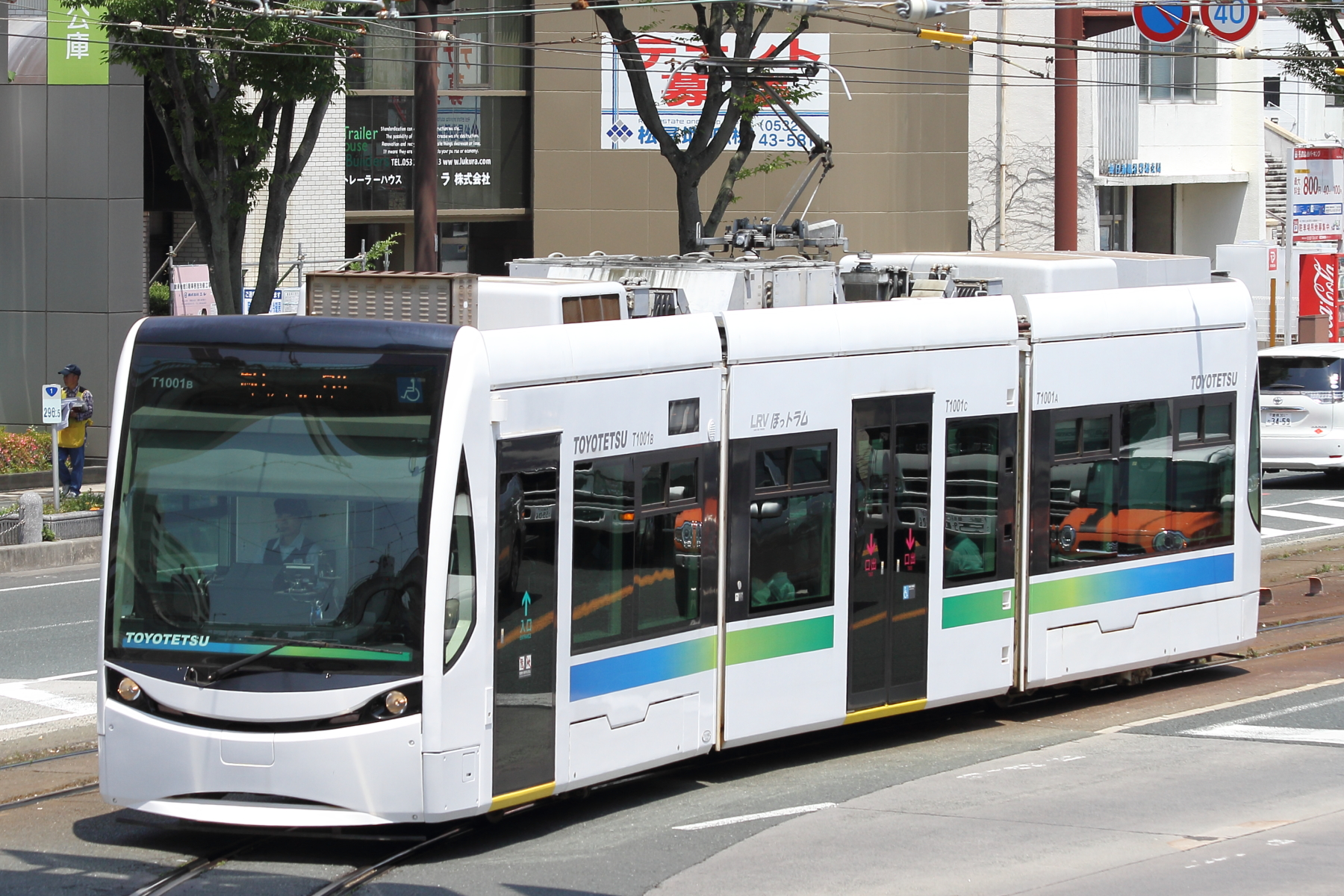
豊橋鉄道
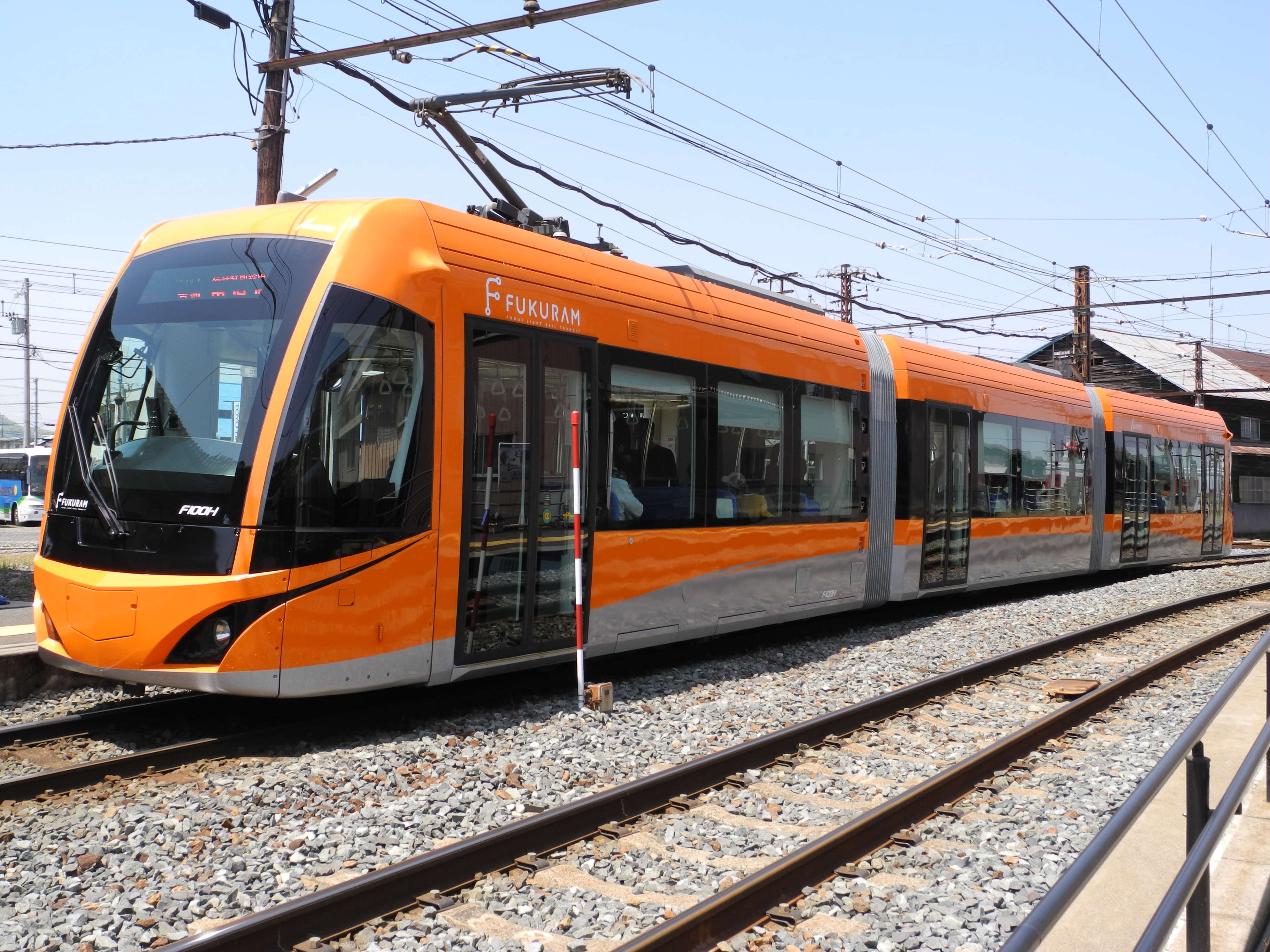
福井鉄道
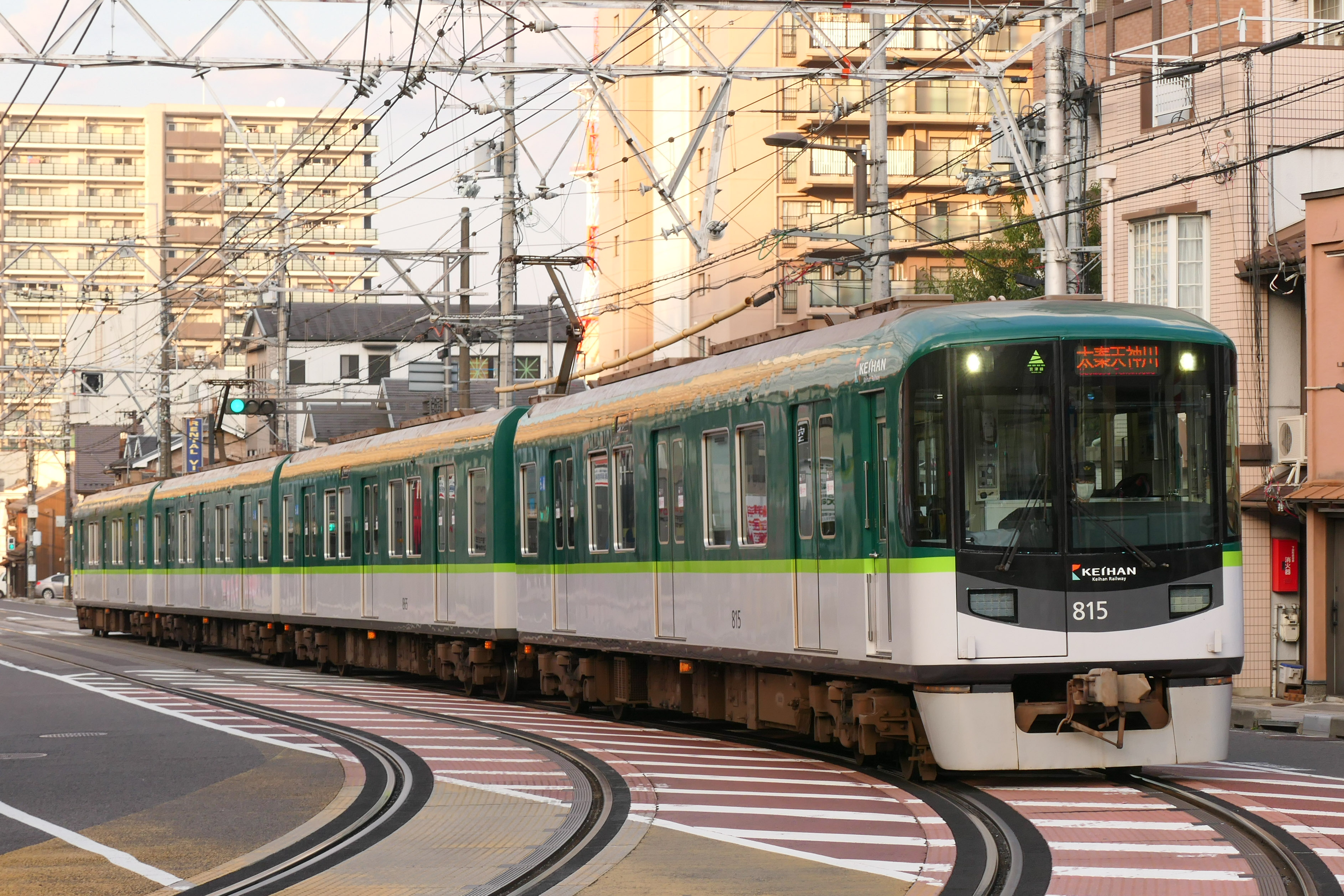
京阪電気鉄道
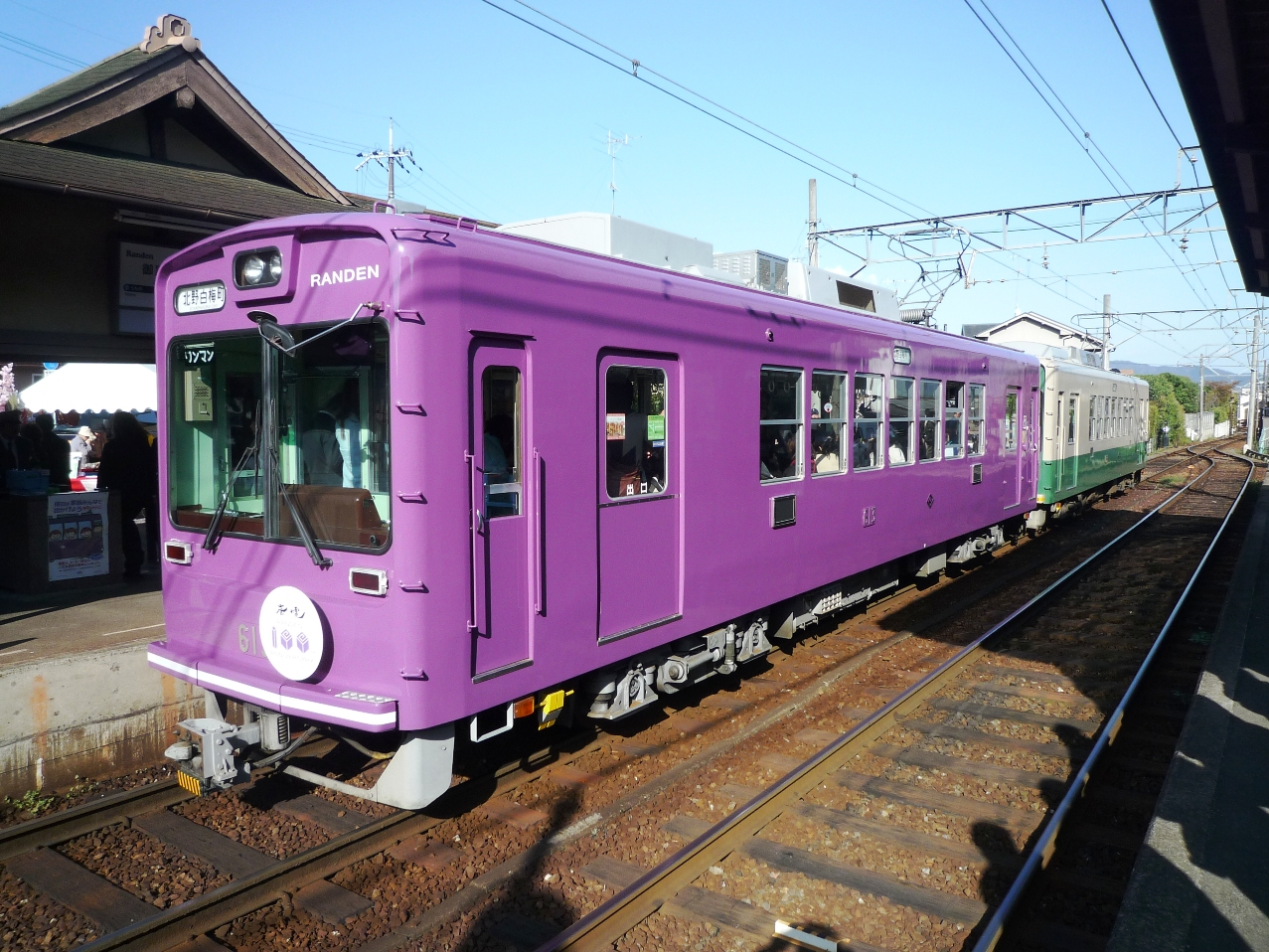
京福電気鉄道
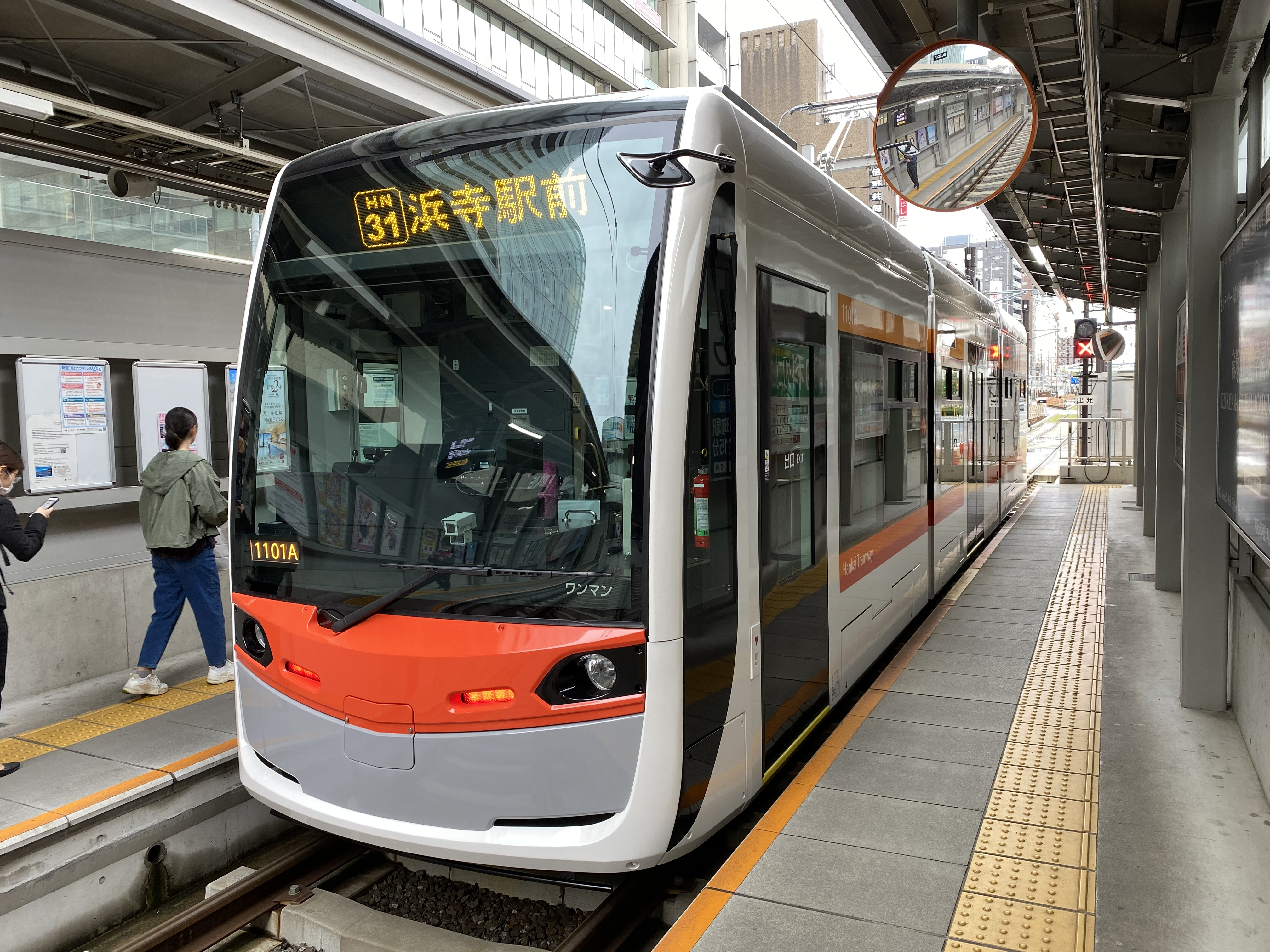
阪堺電気軌道
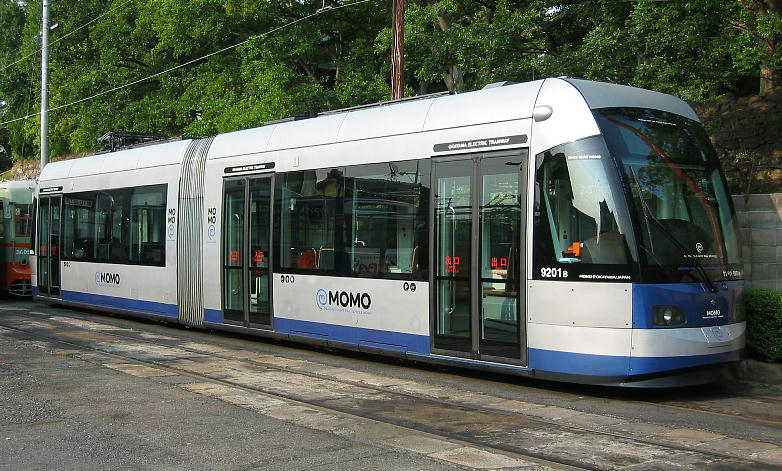
岡山電気軌道
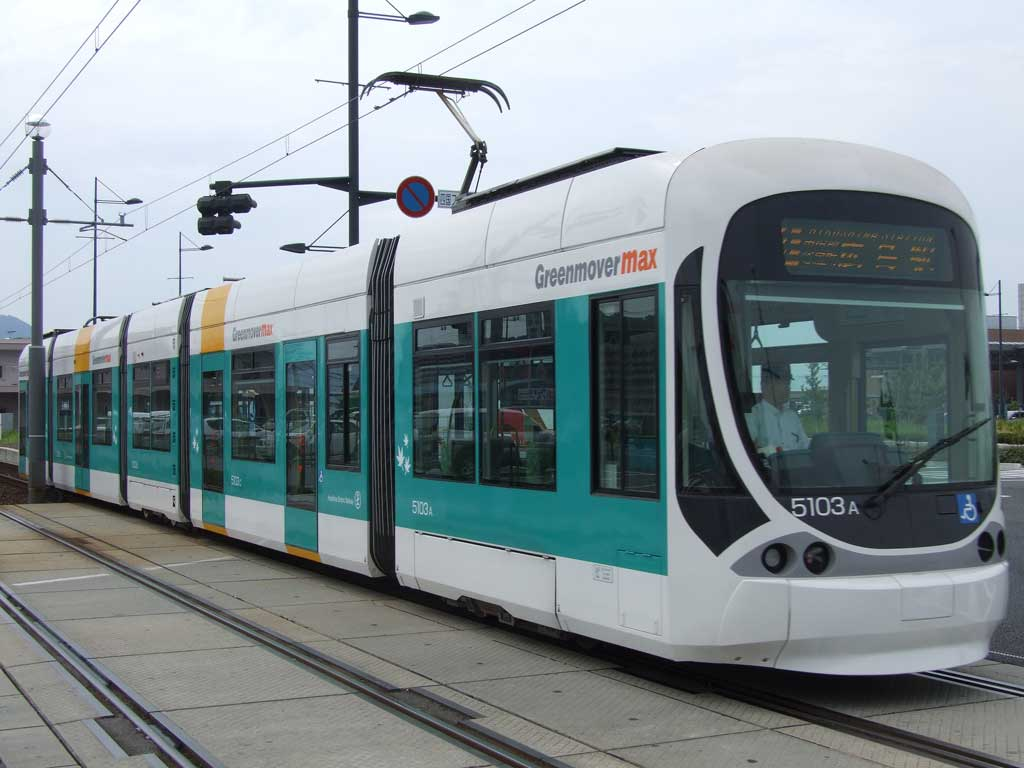
広島電鉄
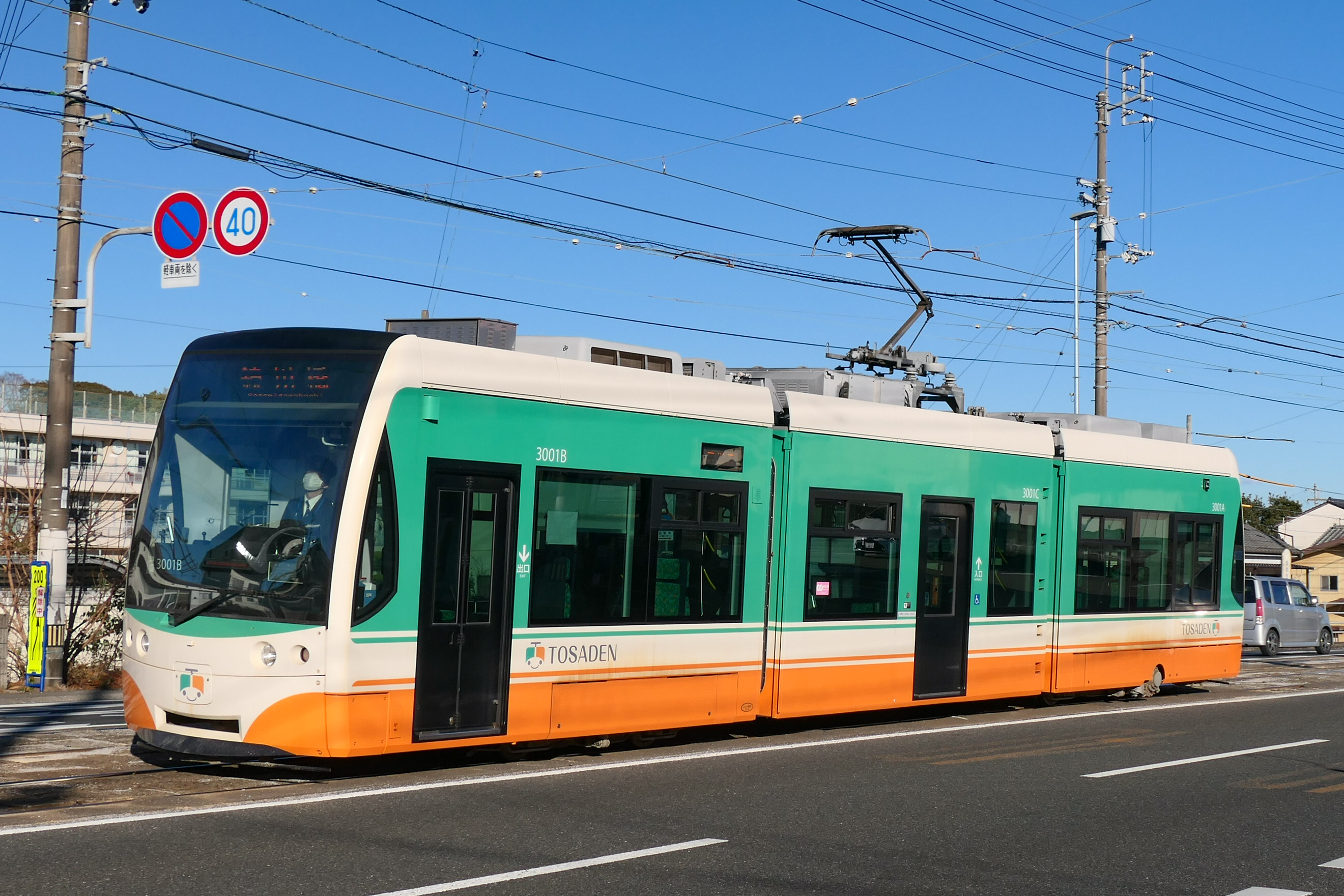
とさでん交通
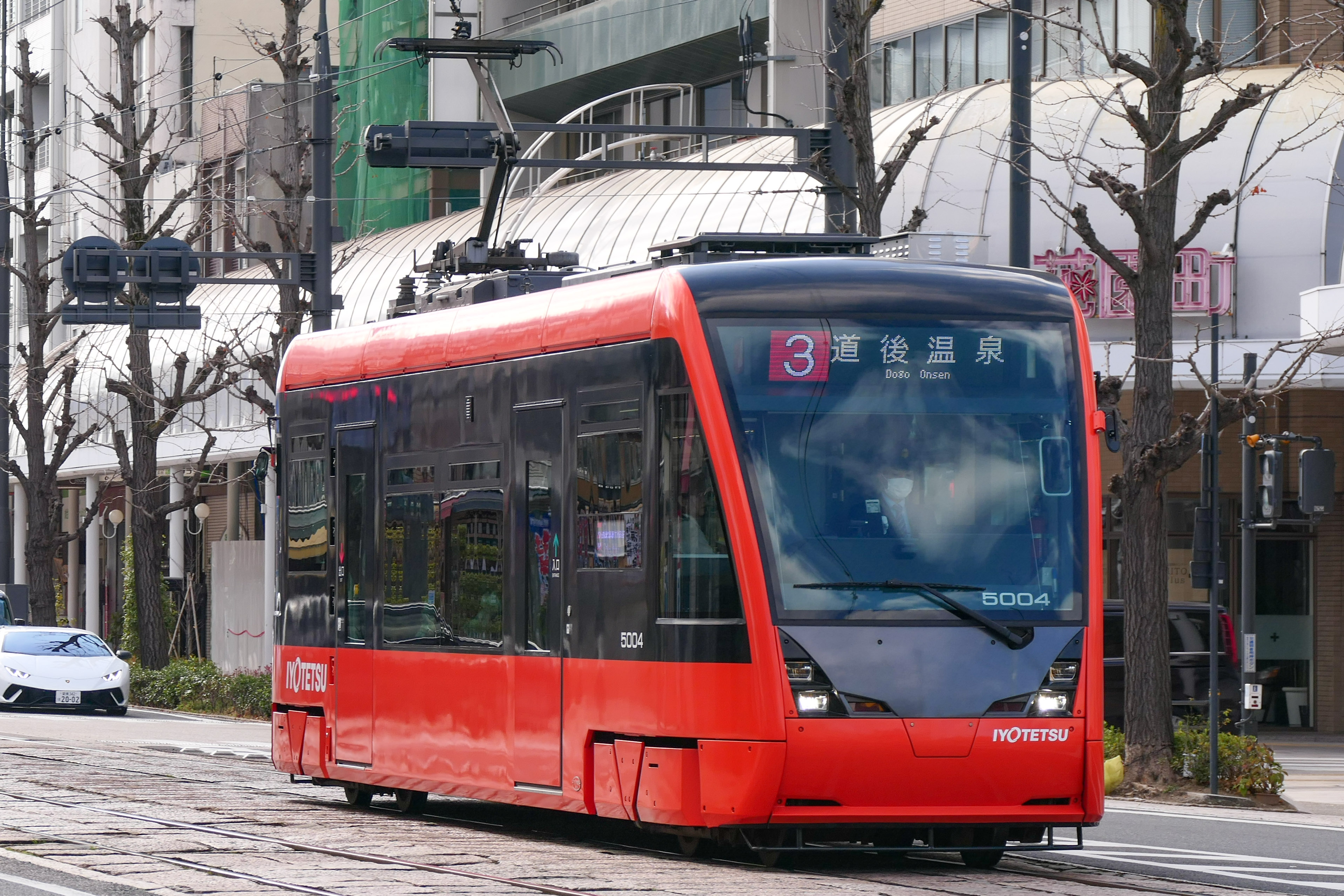
伊予鉄道
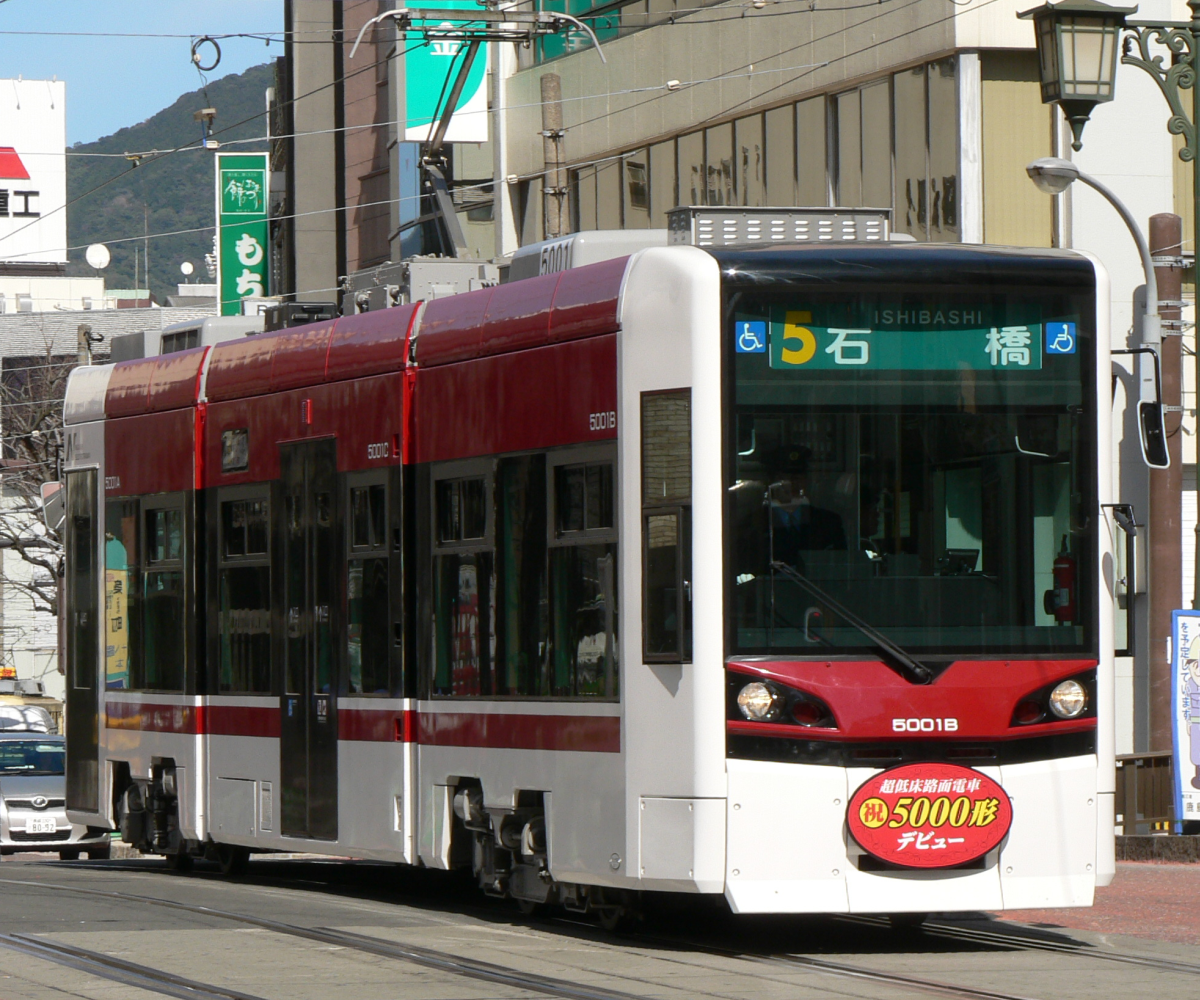
長崎電気軌道
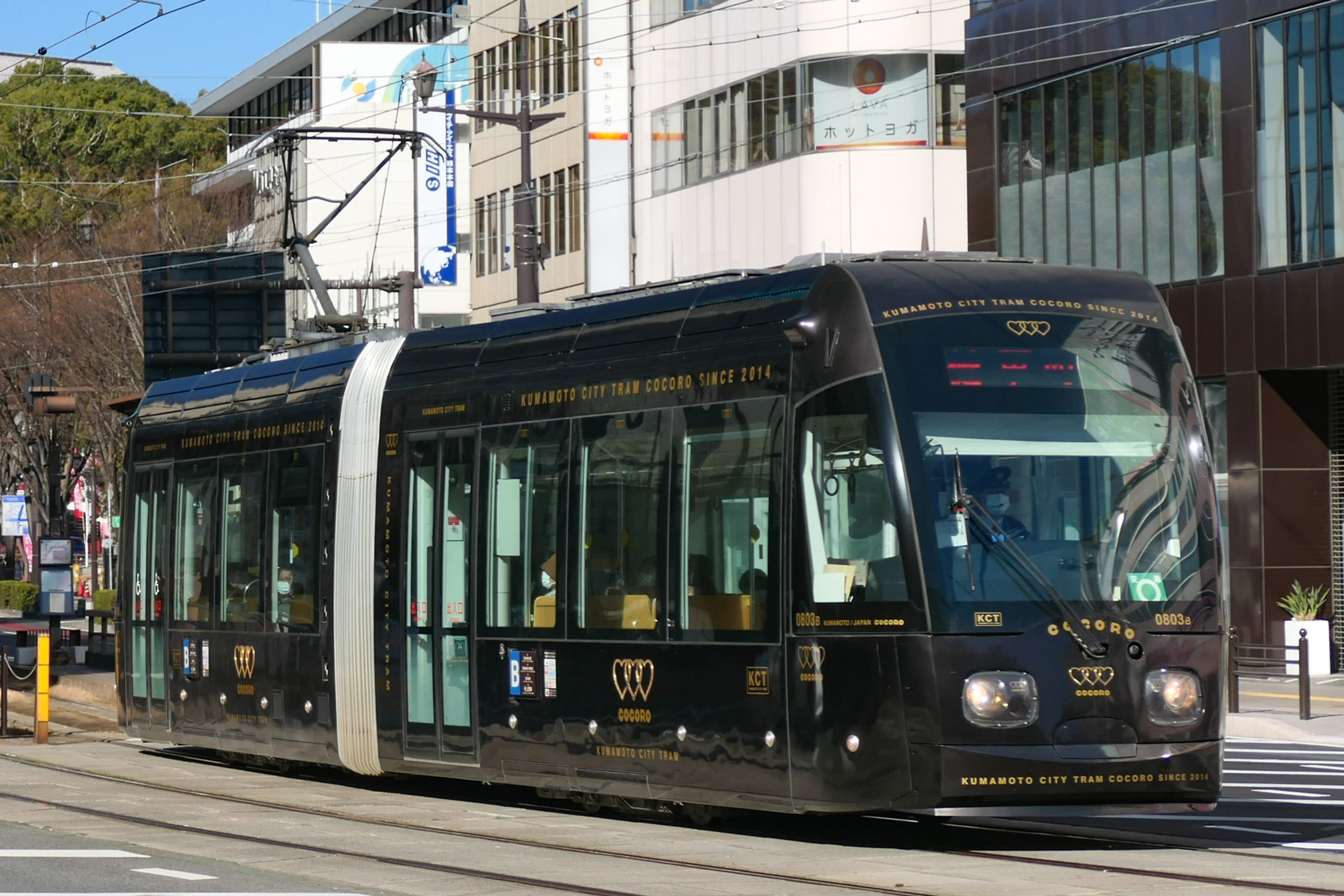
熊本市交通局
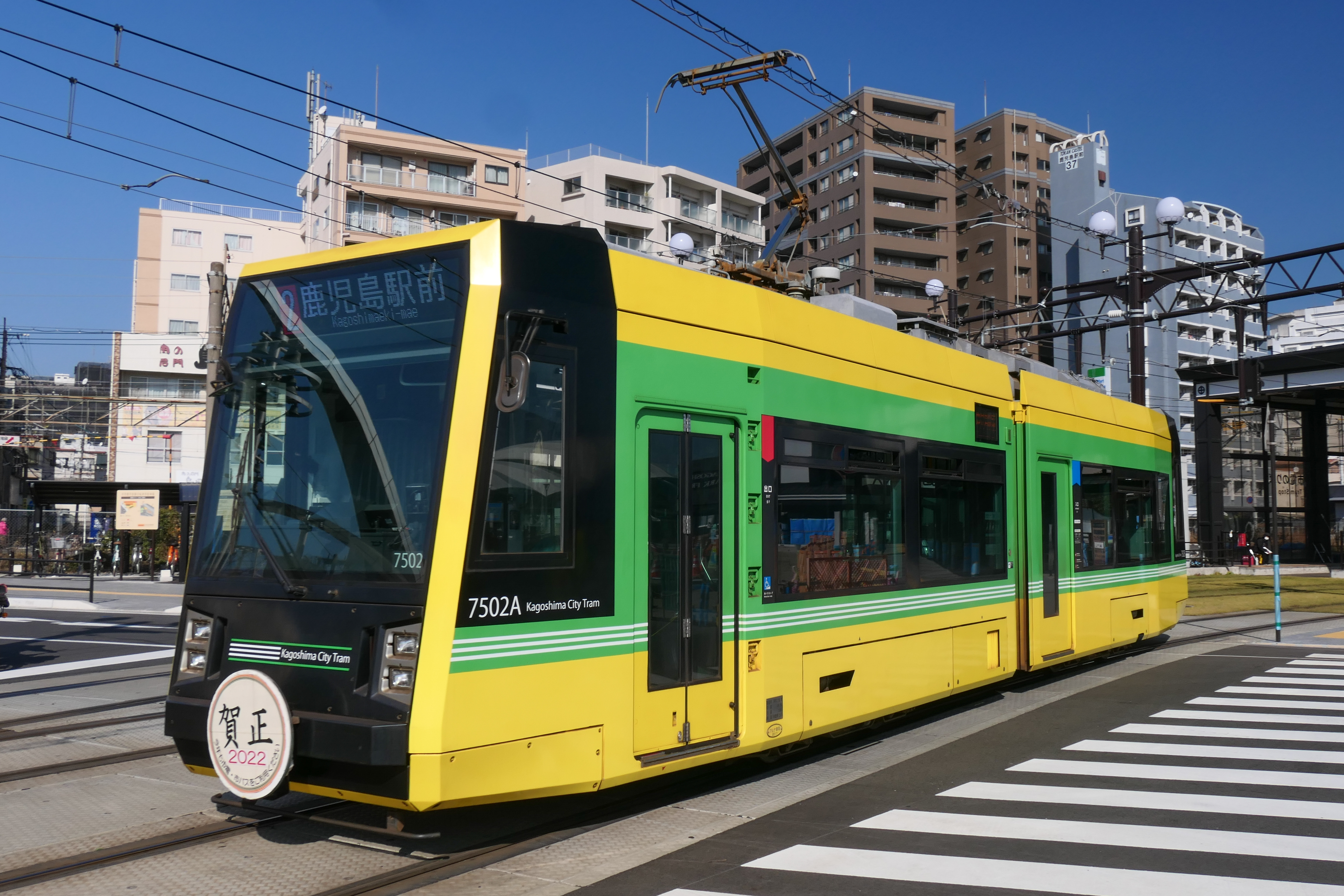
鹿児島市交通局

## 路面電車と同様の形態をとる鉄道路線
鉄道事業法に基づく鉄道路線のうち、路面電車車両により運行される路線、および構造上の併用軌道区間が存在する路線は下記のとおりである。

### 路面電車路線と直通運転を行う鉄道路線
2001年の国土交通省統合以前は、鉄道線は運輸省、軌道線は建設省と担当省庁が異なっていたため、線路は物理的に連続していても、鉄道線と軌道線の境界に責任の分界を明確に示す標識（鉄軌分界点）が設けられている。現在も鉄道線は鉄道事業法、軌道線は軌道法と根拠法令が異なるため両者の分界は明確化されている。このように法的には鉄道線と軌道線を別の物として管轄しているが、実態としては直通する鉄道線・軌道線ともに一体で運行されていることに加え、運行車両や構造上の併用軌道の有無と、根拠法令の分界点が実態上一致していないこともあり、両者の違いが利用者向けの案内に反映されることはほぼない。
| 事業者名     | 名称       | 所在地 | 開業年 | 軌道線 直通運転 開始年 | 総延長 (km) | 運行 系統数 | 停留場 ・駅数 | 軌間 (mm) | 併用 軌道 | 専用 軌道 | 備考                                     |
| ------------ | ---------- | ------ | ------ | ---------------------- | ----------- | ----------- | ------------- | --------- | --------- | --------- | ---------------------------------------- |
| 富山地方鉄道 | 富山港線   | 富山県 | 1924年 | 2006年                 | 6.5         | 3           | 11            | 1,067     | なし      | あり      | 2020年2月までは富山ライトレールが運行    |
| 万葉線       | 新湊港線   | 富山県 | 1930年 | 1951年                 | 4.9         | 1           | 8             | 1,067     | なし      | あり      | 2002年1月までは加越能鉄道が運行          |
| 福井鉄道     | 福武線     | 福井県 | 1924年 | 1933年                 | 18.1        | 1           | 19            | 1,067     | なし      | あり      |                                          |
| えちぜん鉄道 | 三国芦原線 | 福井県 | 1928年 | 2016年                 | 6.0         | 1           | 6             | 1,067     | なし      | あり      |                                          |
| 広島電鉄     | 宮島線     | 広島県 | 1922年 | 1958年                 | 16.1        | 1           | 22            | 1,435     | なし      | あり      | 駅数に臨時駅の宮島ボートレース場駅を含む |
| 伊予鉄道     | 城北線     | 愛媛県 | 1895年 | 1927年                 | 2.7         | 2           | 9             | 1,067     | なし      | あり      |                                          |

- 富山地方鉄道 - 富山港線（富山市）
奥田中学校前駅 - 岩瀬浜駅間は、西日本旅客鉄道（JR西日本）富山港線からの継承区間で鉄道線となっており、軌道線との間を路面電車タイプの車両が直通運転している。
- 万葉線 - 新湊港線（高岡市・射水市）
路面電車タイプの車両が高岡軌道線と直通運転を行っている。
2002年1月以前は、加越能鉄道による運行。
- 福井鉄道・えちぜん鉄道 - 福武線・三国芦原線（越前市・鯖江市・福井市）
先述の軌道線と直通運転しており、2005年から路面電車規格の車両への入れ替えを開始し、2006年には鉄道線区間のホームの切り下げを実施した。2016年3月27日からは、田原町駅を経由してえちぜん鉄道三国芦原線鷲塚針原駅までの間でも直通運行を実施している[8]。
- 広島電鉄 - 宮島線（広島市・廿日市市）
路面電車タイプの車両が本線と直通運転を行っている。
- 伊予鉄道 - 城北線（松山市）
路面電車タイプの車両が軌道線と直通運転を行っており、「松山市内線」と総称される。

### かつて路面電車として建設された名残から、構造上の併用軌道区間が残る鉄道路線

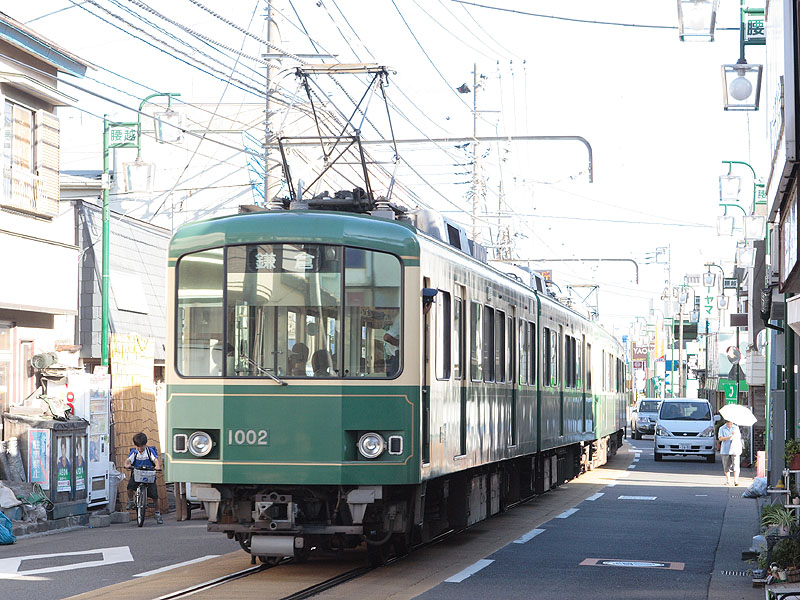
江ノ島電鉄 （併用軌道区間）
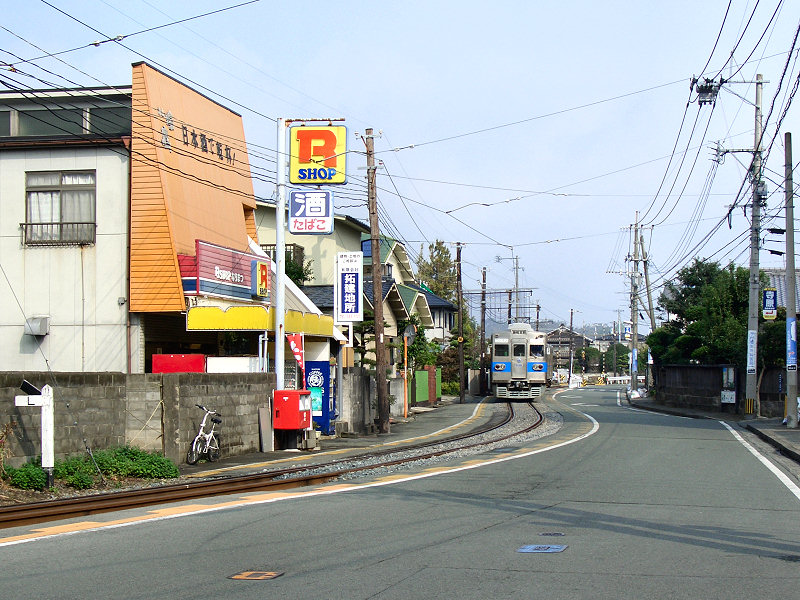
熊本電気鉄道 （併用軌道区間）

現在の私鉄の大部分が鉄道法制・軌道法制にのっとって建設された（後節参照）経緯から、過去には本格的な鉄道路線でありながら構造上の併用軌道区間が存在した。大手で比較的後年まで残った例としては、近畿日本鉄道奈良線や名古屋鉄道の犬山橋などが挙げられる。しかし、いずれの場合も高密度ダイヤや高速運転の妨げとなったことから、専用化が行われ、そのほとんどが解消され、現在は中小2社の2例を残すのみとなっている。
| 事業者名     | 名称         | 所在地   | 開業年 | 鉄道線への 転換年 | 総延長 (km) | 停留場 ・駅数 | 軌間 (mm) | 併用 軌道 | 専用 軌道 | 備考 |
| ------------ | ------------ | -------- | ------ | ----------------- | ----------- | ------------- | --------- | --------- | --------- | ---- |
| 江ノ島電鉄   | 江ノ島電鉄線 | 神奈川県 | 1902年 | 1945年            | 10.0        | 15            | 1,067     | あり      | あり      |      |
| 熊本電気鉄道 | 藤崎線       | 熊本県   | 1911年 | 1942年            | 2.3         | 3             | 1,067     | あり      | あり      |      |

- 江ノ島電鉄 - 江ノ島電鉄線（鎌倉市・藤沢市）
軌道線として開業。1945年11月27日以降は全線が鉄道線だが、腰越駅 - 江ノ島駅間の大部分に併用軌道が残存している。その他にも、七里ヶ浜駅付近・稲村ヶ崎駅付近など3箇所に延べ980メートルの併用軌道区間が残存。やや小型の普通鉄道規格の車両により運行される。
- 熊本電気鉄道 - 藤崎線（熊本市）
軌道線として開業。1942年5月1日以降は全線が鉄道線だが、現在も黒髪町駅 - 藤崎宮前駅間におよそ150メートルの併用軌道区間が残存している。普通鉄道の車両（2両編成40メートル）が菊池線と直通運転している。

- 江ノ島電鉄
（併用軌道区間）
- 熊本電気鉄道
（併用軌道区間）

### かつて路面電車路線と直通運転していた名残から、路面電車車両により運行される鉄道路線

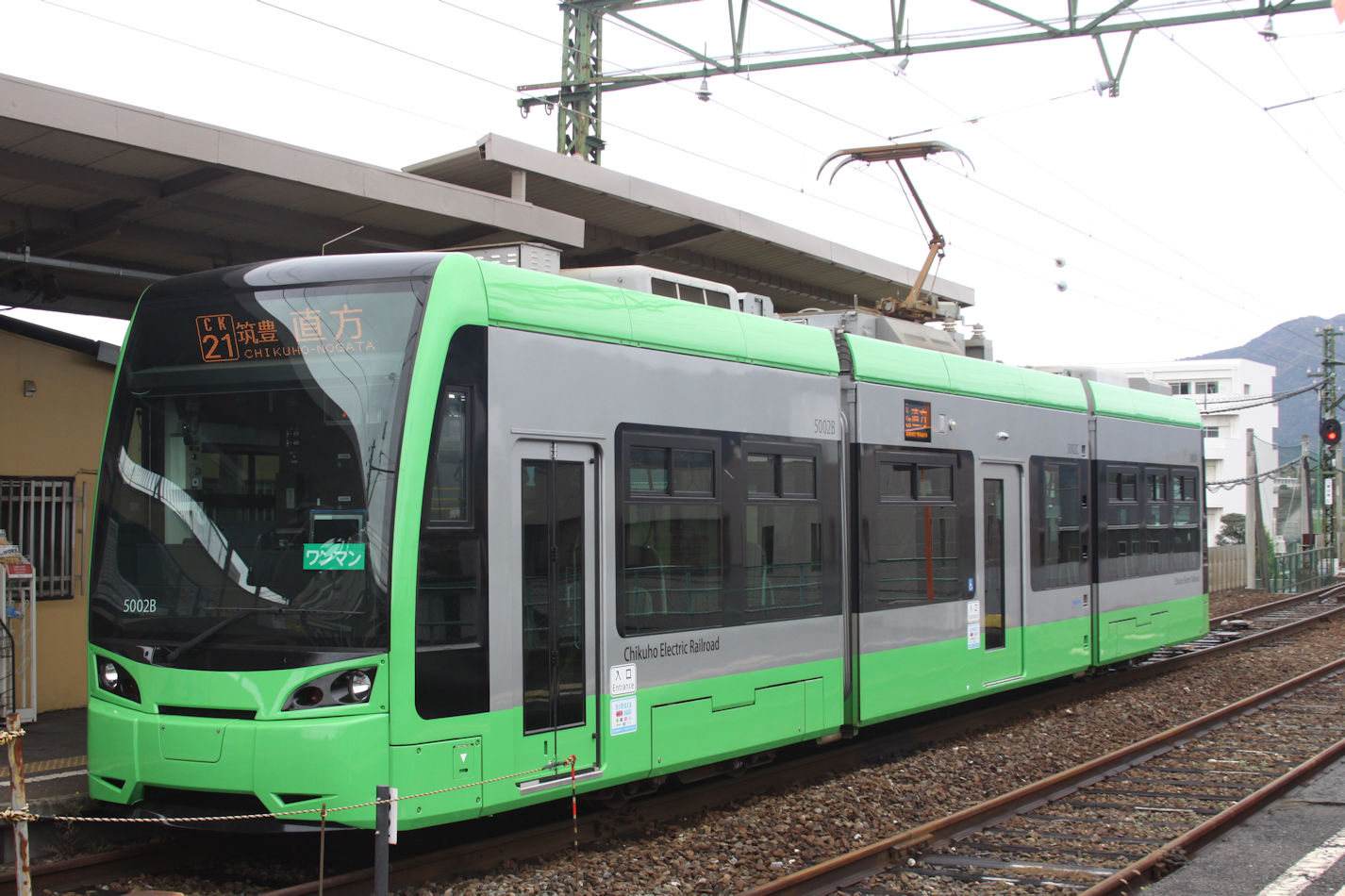
筑豊電気鉄道 （路面電車タイプの車両）

路面電車路線網の廃止・縮小や軌道線から鉄道線への転換が進み、軌道線と鉄道線の直通運転もその多くが消滅した。これにより、直通運転していた鉄道路線のほとんどが普通鉄道規格の車両による運行に統一されたが、下記の1例のみ、路面電車タイプの車両による運行が継続されている。
| 事業者名     | 名称           | 所在地 | 開業年 | 軌道線 直通運転 終了年 | 総延長 (km) | 停留場 ・駅数 | 軌間 (mm) | 併用 軌道 | 専用 軌道 | 備考 |
| ------------ | -------------- | ------ | ------ | ---------------------- | ----------- | ------------- | --------- | --------- | --------- | ---- |
| 筑豊電気鉄道 | 筑豊電気鉄道線 | 福岡県 | 1914年 | 2000年                 | 16.0        | 21            | 1,435     | なし      | あり      |      |

- 筑豊電気鉄道 - 筑豊電気鉄道線（北九州市・中間市・直方市）
1956年に熊西駅 - 筑豊直方駅間が鉄道線として開業。軌道線である西日本鉄道（西鉄）北九州線と開業当初から直通運転を行っており、開業時から1976年までは自社車両を所有せず、西鉄の路面電車車両を借り入れて運行をしていた。1976年以降も、2000年の西鉄北九州線廃止まで、筑豊電気鉄道線と西鉄北九州線の間で相互に車両の乗り入れが行われていた。2000年に西鉄北九州線の黒崎駅前駅 - 熊西駅間を除く全線が廃止されるに至り、残る黒崎駅前駅 - 熊西駅間は筑豊電気鉄道による運行に移管された。あわせて、当該区間が軌道線から鉄道線に転換された[* 16]。このような経緯から、現在では全線が鉄道線でありながらも、依然として全列車が路面電車タイプの車両により運行されているほか、沿線の交差点名や路線バスの停留所名でも西鉄北九州線に倣って当路線の駅を「電停」と称しており[* 17]、路面電車としての性格を色濃く残している。

- 筑豊電気鉄道
（路面電車タイプの車両）

## 路面電車を動態保存している施設
- 博物館明治村（京都市電8号、15号）
- 梅小路公園（京都市電27号）

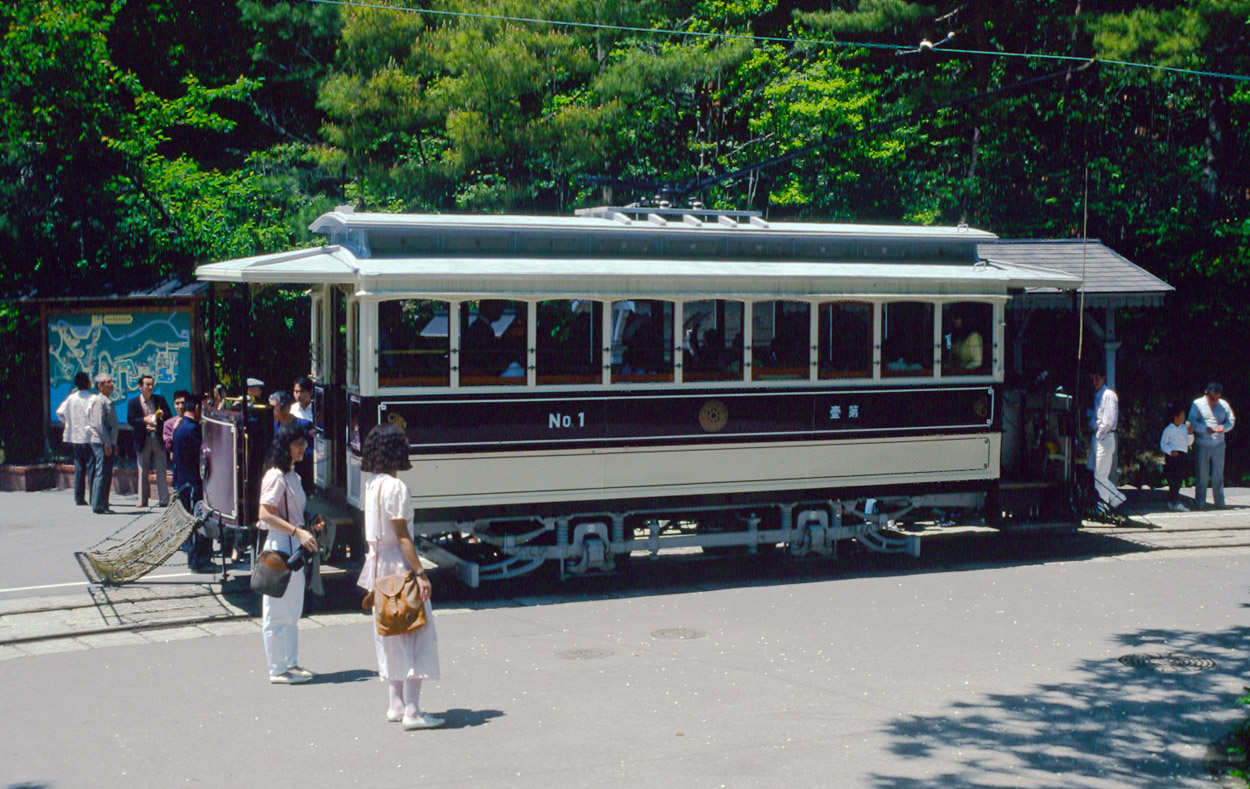
博物館明治村に保存される京都市電の車両

## 延伸及びLRT新線の建設予定・計画・構想
日本におけるLRT (Light rail transit)、ライトレールとは、「次世代型路面電車」のこと。

### 建設中の路線
下記の路線が軌道法に基づく軌道事業の特許を取得し、建設工事中である。
- 岡山電気軌道 - 東山本線（岡山市）
東山本線の終端である岡山駅前停留場から延伸し、JR岡山駅前広場内まで乗り入れる計画である。現在の岡山駅前停留場は存続し、そこから駅前広場内に向かって0.1km路線を延伸して、駅前広場内に新たな停留場を新設する計画となっている[9]。2023年度を開業目標としていたが[9]、工事計画の不備により2025年度開業予定に延期されており[10]、総事業費の増加や軌道新設に伴う地下街の補強工事の影響を受け、更に1年程度の開業時期の遅れが発生する可能性が見込まれている[11]。

### 既存線・建設中路線の延伸予定・計画・構想路線
- 札幌市交通事業振興公社（札幌市）
札幌市電について、JR札幌駅方面、創成川東地区 - JR苗穂駅方面、JR桑園駅方面の3つの延伸案が検討されている。
- 宇都宮ライトレール（宇都宮市・芳賀郡芳賀町）
中心市街地の活性化とJR東日本宇都宮駅西口から西方に伸びる大通りの慢性的な交通渋滞を緩和、JR宇都宮駅東側の新たな移動需要の創出を目的としたLRT建設計画であり、桜通り十文字 - 東武宇都宮駅 - JR宇都宮駅 - 清原工業団地 - 宇都宮テクノポリスセンター地区 - 本田技研工業北門（芳賀町内）を結ぶルートが計画された。そのうち、宇都宮駅東口停留場（仮称：JR宇都宮駅東口） - 芳賀・高根沢工業団地停留場（仮称：本田技研工業北門）間の約15km・19駅の区間は優先着工区間[12]として2018年5月に着工し、2023年8月に開業した[13]。
開業済の優先着工区間から延伸し、将来延伸検討区間である桜通り十文字 - 東武宇都宮駅 - JR宇都宮駅間を結ぶ計画[12]や、過去に赤字で廃止された東武大谷線に近いルートでLRT路線を延伸する構想、および芳賀町西部の芳賀工業団地から町中心部の祖母井[14]まで延伸する構想が存在している。
- 東京都交通局（東京都区部）
都電荒川線の三ノ輪橋停留所 - 北千住駅前間延伸と、池袋駅前支線建設の構想がある。池袋駅前支線は途中にサンシャインシティが存在し、現状では池袋駅からの利便性が悪いため要望も高い。
- 富山地方鉄道富山軌道線（富山市）
富山大学が中心となって、富山軌道線西端の大学前から富山大学五福キャンパスと五福公園の間を南下して工学部の北側に至る路線約1kmの延伸と、その途中に県営球場西側と工学部前の2か所に電停を設ける計画を富山市と富山地方鉄道に要望、自治体・鉄道会社とも好意的に検討を開始している。
- 西日本旅客鉄道
地方都市の中心部を通る短距離路線のいくつかをライトレール化することを計画中。富山港線で既に実施。
  - 吉備線（岡山市・総社市）
2018年、JR西日本、岡山市、総社市の間で費用負担の折り合いがつき、ライトレール化実現に向けて前進した[15]。しかし、2021年2月、新型コロナウイルス感染症流行によるJR西日本の財政悪化を理由に3者協議の一時中断を決定した[16]。
- 岡山電気軌道（岡山市）
新規路線の建設や既存の路線の延伸・環状化の構想、またLRT化が検討されているJR吉備線との相互乗り入れなどを計画中。そのうち唯一短期事業に選定された大雲寺前電停－岡山芸術創造劇場－西大寺町・岡山芸術創造劇場ハレノワ前電停を結ぶ延伸環状化はコロナウイルス感染症流行の影響で落ち込んだ需要が回復し次第再開する予定で、先述のJR岡山駅乗り入れは関係各社の合意を得たため現在工事中である[17][18]。
- 広島電鉄（広島市）
現行路線の一部の経路変更計画のうち、JR広島駅前付近の移設計画は2019年に策定された[19]。引き続き平和大通りへの移設案[20]など、総合的な路面電車の活性化策が検討されている。
- 伊予鉄道（松山市）

2024年度（令和6年度）を目標に、JR予讃線とJR松山駅の高架化及び周辺地区の区画整備を完成させる予定だが、その都市計画の一環として、市内電車が延伸されることが決定している[21]。高架化されるJR松山駅下を潜ることで、今までは物理的に不可能であった西方への延伸が可能となるもので、南江戸地区までの700mが延伸される[22][23]。
この延伸は、最終的な松山空港乗り入れを視野に入れており[22][24]、愛媛県の中村時広知事は、自身の2期目の政策として空港までの市内電車延伸に対する意欲を示している[25][26]。また、松山市長に再選された野志克仁も、松山市駅折り返し有効長の関係で困難な連接路面電車の導入や松山空港乗り入れの展望を述べるなど、実現に向けた動きが加速している[27]。
また、これらの計画とは別に、本町線を国道196号沿いに延伸して、大きな需要が見込まれる山越・鴨川地区まで乗り入れるという構想がある。
- 熊本市交通局（熊本市）
一時期は立ち消えとなった熊本市電の延伸計画だが、2014年12月に新たに熊本市長に就任した大西一史は、市電の延伸の検討をマニフェストに挙げており、就任後、田崎橋停留場から熊本港方面へと、健軍町停留場から、熊本空港や益城町方面への延伸の検討を始めた。その他にも、廃止になった春竹線の復活などの計画も挙げられた。2017年に熊本市は、健軍線延長（自衛隊ルート）と春竹線復活（南熊本ルート）の比較検討により、自衛隊ルートを優先して整備することを決定した[28]。2024年3月、熊本市は国に申請する実施計画案を公表して延伸区間の仮称を「東町線」とするとともに、4箇所の停留場を設置するとした[29]。しかし同年に続発したトラブルを受けて、2025年1月に安全対策を優先して延伸開業予定を当初予定2031年度よりも遅くなることを容認することになった[30]。
- 鹿児島市交通局（鹿児島市）
鹿児島本港区方面へ路線の新設の検討を本格化。九州新幹線全線開業効果の維持拡大を目的とした、ウォーターフロント地区向け観光路線と位置付け、できるだけ早い実現を目指す。 そのほか、谷山電停から谷山駅まで（約600m）の延伸、および平成8年に移転した県庁とそれに隣接した与次郎方面等への延伸を検討中。前者は費用対効果の問題で一旦取りやめとなったが、市や市議会、住民や商店街、教育機関などから延伸の要望があり、谷山駅から慈眼寺駅周辺の線路高架計画に基づき再検討されている。

### 既存線の延伸計画の中止案件
- 函館市交通局（函館市）
2000年以降、五稜郭公園前 - 赤川一丁目間、および湯の川 - 函館空港間の路線の延伸が検討されたが、採算面や民間バス会社との競合の発生を理由に見送られた。
- 相鉄いずみ野線（藤沢市）
終点の湘南台駅から慶応大学湘南藤沢キャンパス（SFC）付近まで延伸させる計画がある。ライトレールの導入も検討され、神奈川県と藤沢市、相模鉄道、慶応大学の間で協議が行われたが[31]、普通鉄道（単線）による延伸という方針が採択された。
- 土佐電気鉄道（現・とさでん交通）（高知市）
JR高知駅の高架化に合わせて高知駅周辺土地区画整理事業やJR土讃線高知駅周辺連続立体交差事業などの高知駅周辺都市整備を計画する中で路面電車の北伸が検討されたが、諸事情で事業内での計画を断念、将来北伸が可能なように設計することになった。駅舎設計時にはその旨を踏まえ、西側の自由通路は電車が通れる大きさになっている[32]。
- 長崎電気軌道（長崎市）
赤迫支線を北方の滑石まで延長する構想が存在した。しかし、2011年までに長崎市はこの構想の検討を断念している[33][34]。
- 熊本電気鉄道（熊本市）
全路線を改軌すると共に藤崎線を延伸して熊本市電と直通運転する、または改軌せずにどちらかを延伸し、接続駅（電停）での対面乗換を可能にするという計画案。元々は熊本電気鉄道が中心部結節強化以外に旅客を増やす方法はなく、また老朽化した設備の更新も現状のままでは不可能との判断から、路線の存続を賭ける最後の手段として熊本市にすがりつく形で浮上した案であったが、行政サイドはこれを一刀両断に拒否、検討委員会を設置して、鉄道を廃止して路盤をバス専用道に転用、連節バスやガイドウェイバスを走らせる新バスシステム導入を軸に検討を進める方針を一旦決定した。しかし、熊本電気鉄道が投資できる環境になく、また九州新幹線の開業にも間に合いそうもないことなどから、まずは熊本電気鉄道自体の経営再建を優先させつつしばらく様子を見ることとなり、都心部結節計画の検討自体が当面凍結されることとなった。
- 熊本市交通局（熊本市）
延伸計画もある一方で、熊本市は2006年、鹿児島本線・豊肥本線連続立体交差化事業及びJR熊本駅東口駅前広場整備に合わせ、JRとの乗り換えの利便性を向上させる目的からJR熊本駅新駅舎に市電を引き込む計画を提起し、同年、熊本県など関係機関と合意。2013年9月に東口駅前広場機能配置案を公表した。同案によると熊本市電田崎線の熊本駅前電停から直接二本木口電停方面に向かっている現在のルートから、双方に分岐点を設けて市電が東口駅前広場内を横切り、JR熊本駅新駅舎1階部分に進入、スイッチバック方式で再び東口駅前広場内を横切り本線上に戻るという計画であった。市電の軌道敷は歩行者が自由に往来できるトランジットモール形式を想定していた。ただ歩行者や自転車の往来について安全面の課題があるため、その可否に向けて検討を行い、2014年度中に結論を出すことになった。2015年2月、大西一史熊本市長は熊本市議会本会議において「歩行者・自転車の安全確保や駅前広場の自由な往来が制限されるという課題に解決策が見い出せていない」「（事業計画・日程や今後検討を進める市電そのものの延伸への影響も踏まえ）駅舎乗り入れを諦め、駅前広場計画を見直す」と述べ、計画断念を表明した[35]。今後は市電とバス・タクシーとの乗り換え利便性の向上について検討するという。

### LRT新線の構想がある・あった自治体
- 宮城県富谷市
市制施行前の富谷町時代から仙台市地下鉄南北線と町内を結ぶ軌道交通の候補として、LRTを導入する構想を、前町長の長男・若生裕俊が2015年2月の町長選挙で掲げ、現職を下して初当選した[36]。ルートの一部が通る仙台市の奥山恵美子市長は2015年3月の会見で、（従来から要望のあった）地下鉄南北線延伸は困難とする一方、LRTについては富谷町側から説明を受けておらず、どのような前提で事業として実現させるのかを示されなければ仙台市としての考えは返答できないとコメントしている[37]。しかしその後、候補としていた地下鉄、LRT、BRTはいずれも経費面や整備期間から厳しいという判断が下され、2025年時点では都市型ロープウェイの導入を検討している[38]。
- 栃木県小山市
JR小山駅北方の稲葉郷地区にて東北本線より分岐し、北東の中久喜地区に所在する東光高岳小山事業所に至る貨物専用線（高岳製作所専用線。全線単線。約4.8km）にLRTや蓄電池電車を運行し旅客線化する構想が小山市によって提起されている。同専用線は同社の大型製品を運搬する不定期の貨物列車が年10回程度運行されるのみで、通常ほとんど使用されていないことから、市は同専用線の活用を検討している。しかし、2020年3月策定の市総合都市交通計画では重点施策とはされなかった[39]。下野新聞の取材によると、市の調査の結果、採算が厳しいことが判明したとのこと[40]。
- 群馬県前橋市
前橋市は正式にLRTの研究を行うことを2015年に公表した。当時の報道では2017年度末をめどに新交通網の概略をまとめ、整備に財政支援が受けられる国土交通相の認定を目指すとされた[41]。この構想と同一のものかは不明であるが、上毛電気鉄道の活性化を目的として前橋市を含む沿線3自治体で構成される「上電沿線市連絡協議会」が同線のLRT化を前提に2017年に実施した調査では事業費が200億円以上という結果となり、「早期導入は困難」と報じられた[42]。2017年から開催されている前橋市地域公共交通再生協議会では、LRTも議題には上がっている[43]。
- 埼玉県さいたま市
  - 国土交通省交通政策審議会答申第198号において取り上げられた「東西交通大宮ルート」について、2019年、さいたま市地域公共交通審議会に「東西交通専門部会」が設置され、LRTなどを想定して検討が行われている[44][45]。答申時においては、大宮から埼玉スタジアム2002間を基本に、4つのルート案が示されていた[46]。2023年度に開催された部会においては、東西交通大宮ルートについて、LRT化等に向けて段階的な整備を目指すとし、第1ステップとして、既存のバスの改善や路線バスサービスの充実による需要創出、利用促進を検討している[47]。
- 東京都豊島区
『池袋副都心・グランドビジョン2008』において池袋駅からサンシャインシティまでを単線で環状運転する構想があった[48]。なお、同様のルートを電気バスで結ぶIKEBUSが2019年11月に運行開始。
- 東京都中央区
銀座から築地、晴海を結ぶ路線を検討していた[49]。2014年8月には東京都が虎ノ門ヒルズから晴海方面を結ぶBRT案を示し、東京BRTが設立された。
- 東京都江東区
亀戸駅と新木場駅を結ぶルートを検討。採算面に不安があり長期的構想とされた[要出典]。越中島支線を利用する計画もある。
- 東京都西東京市・武蔵野市・三鷹市・調布市
地元商工関係者などから多摩南北道路都道調布保谷線にLRT・モノレールなどの新交通システム導入を求める要望があり、保谷駅・西武柳沢駅・東伏見駅・武蔵境駅などを連絡するルートが構想されていた。都道への導入構想であるため主として東京都議会で提起されていた。都議会等でLRT導入についての意見を述べていた都議坂口光治が2005年、西東京市長に就任し、市の将来構想にも部分的に盛り込んだものの、その後事業費等の面から導入は困難な現状であるとの見通しを示した。これを受け、坂口の後市長に就任した丸山浩一もLRT導入については「今後の検討課題とする」という以上の積極的な姿勢は見せていない。三鷹市長の清原慶子は2014年2月の第72回「市長と語り合う会」の席上、調布保谷線への新交通システム導入に関して「LRT導入の話は都議会等で10年くらい前まではあったが今は止まっている」と述べている[50]。都道管理者である東京都の動きも見られないが、そもそも事業化を主導する段階にも至らず自治体関係者、また民間の構想のままであるため、構想が「断念」されたのかも不明である。
- 横浜市
横浜都心臨海部の東神奈川臨海部周辺、横浜駅周辺、みなとみらい21、関内・関外、山下ふ頭周辺を結ぶ計画[51]。2015年制定の「横浜市都心臨海部再生マスタープラン」には導入する交通機関の一つとしてLRTが挙げられたが、2016年時点では早期導入は困難という判断から連節バスの導入が先行する方針となり、LRTは「引き続き検討する」という状態にある[52]。
- 東京都八王子市
2016年1月に再選された石森孝志市長は、当選後の初会見において多摩ニュータウンと市の中心部の間にLRT導入を検討すると表明した[53][54]。従来より八王子市側は多摩都市モノレール線の延長を望んでいたが、国の交通政策審議会において積極的な答申が得られるか不透明なことから、市単独で事業化できるLRTの検討を進める[53][54]。モノレールの延伸用に確保した土地（道路を含む）への敷設の可能性を検討する予定で、経費面からBRTも対象になるのではないかと報じられている[54]。しかしその後、勾配などの技術上の問題があるとして、LRT導入を事実上見送った[55]。
- 新潟市
政令指定都市の中で唯一軌道系交通網がJR線のみのため、2011年5月に「新潟市新たな交通システム導入検討委員会」の作成した報告ではLRT・BRT・小型モノレールの3種類が候補として挙げられている[56]。報告では「優先整備区間」とされた白山駅 - 古町 - 新潟駅 - 鳥屋野潟南部について、当面BRTを早期導入し、環境の変化を踏まえて「次のステップ（LRT への移行等）について判断する」とされている[56]。新潟市商工会議所が1999年11月に作成した「21世紀にふさわしい“水都にいがた”の創造に向けて〜次代に輝く中枢拠点都市「新潟」の街づくりと都市交通〜」[57]ではLRT路線の導入が提言されていた[58]。
- 山梨県（富士登山鉄道）
  - 2021年2月、山梨県が「富士山登山鉄道構想」を策定し、富士スバルライン上にLRTを敷設する案を想定していた[59]。しかし、LRT構想に対して、地元の富士吉田市を中心に反対姿勢が根強く、2024年11月に断念[60][61]。県は今後、新たな交通手段としてゴムタイヤ式の新交通システムを検討していくとしている[62]。
- 長野市
長野電鉄屋代線の廃線決定を契機に2011年12月、松代、若穂、篠ノ井、更北、川中島5地区の住民自治協議会長の連名で屋代線廃止後の跡地を活用したLRTの導入を求める請願を長野市議会に提出[63]。同月の長野市議会12月定例会にて全会一致の賛成で採択となった。これを受けて長野市は市の交通対策審議会に諮問、新交通システム導入検討部会においてLRT及び長野駅‐松代駅間の新交通システム導入に関する調査検討を行った。LRT導入の可能性が跡地の活用方法と密接に関連することから、優先的に検討を行った。廃止後の2012年7月、同審議会新交通システム導入検討部会は「初期投資に概算で158億円、運行費に年間9億2千万円必要である。沿線の人口密度からの試算した場合、採算をとるために1人当たり平均約1650円の運賃を要する。経営を維持するためには沿線人口及び利用客の大幅な増加が必要だが、駅を増設しても見込まれる利用者数は屋代線時代とほぼ変わらない。旧屋代線並みの運賃に据え置いて運行する場合は年間およそ8億円の赤字を市が補填しなければならず、現時点では導入は困難」との『中間報告』をまとめた[64]。これを受けて同審議会は「事業費や利用者数の見込みを考えると現実的ではない。導入困難との判断はやむを得ない」との結論に至り、その旨市長に答申した。同年8月、鷲沢正一長野市長は「LRTシステムの導入は財政負担が大きく、沿線住民の移動手段を確保する費用としては市民の理解を得られない」との理由からLRTの導入を事実上断念する意向を明らかにした[65]。2013年3月、交通対策審議会は長野市内へのLRTを含めた新交通システムの導入を正式に断念。
- 長野県松本市
2015年8月、市は2016年度から向こう10年間の交通政策計画案をまとめ、自動車中心の交通政策を転換し、歩行者や自転車、公共交通機関を優先したまちづくりを進めるという方向性を示した。長期的な取り組みとして、LRT導入に関する研究会を組織しその可否や効果などを検討するといい[66]、2019年時点でも研究されている[67]。なお、市内では1924年から1964年まで、松本駅前駅から浅間温泉駅までの間を結ぶ路面電車（松本電気鉄道浅間線）が営業していた。
- 長野県飯田市
2027年開業予定のリニア新幹線長野県駅が開業するのにあわせ、飯田線に新駅を設ける予定であった。しかし、建設には数億円かかる予定から、市長選で当選した新市長は元善光寺駅と長野県駅の間にバスといった従来の公共交通機関のほか、新交通システムを取り入れることも視野に入れており、その中にバッテリー式LRTを取り入れる構想がある[68]。
- 静岡市
2008年にLRTを推進する市民団体が静岡市に要望書を提出、2009年度の施政方針にLRTが組み込まれているほか、市民団体に対し、駿河区、葵区、清水区それぞれに路線を通す場合の検討案や交通事情、建設案などが提示されている。現状では清水区を先行した路線新設が有力視されている。葵区では中心市街地の時間を制限した道路の通行規制や車線規制、期間限定トランジットモールの実施を行う等、LRT導入を見越した交通社会実験を2008年頃より、中心街の数箇所で数度に渡って実施している。2011年9月には、静岡市と静岡鉄道、静岡商工会議所の三者によって「LRT導入検討委員会」が正式に発足し、LRT導入に向けた活動を開始した。検討委員会では葵区と清水区の4つのルート案を作成したが、いずれも採算が厳しいという結論となり、2013年以降具体的な動きが止まっている[69]。
- 石川県金沢市
道路を2車線封鎖して交通実験を実施。また、ガイドウェイバスと比較検討を行う。財源の問題などにより、短中期的には路線バスを活用した公共交通網の整備の方に重点が置かれることとなった[70][71]。
- 岐阜県岐阜市・羽島市
名鉄岐阜市内線全廃から20年が経過した2025年、岐阜県知事の江崎禎英は7月1日の岐阜県議会一般質問で、岐阜羽島駅と岐阜インターチェンジの間にLRTを整備する検討を実施していることを明らかにした[72]。
- 岐阜県大垣市
大垣駅とソフトピアジャパンを結ぶ路線を計画[要出典]。
- 京都市
7つのルートが検討され（京都市LRT構想）、今出川線については2007年に道路の車線を減らす社会実験が行われるなど、導入を前提とした動きが見られた。しかし、市の財政難や沿線住民の反対意見のためその後は進展せず、2010年4月には、推進団体が実現の目処がないとして解散した。2012年に市が2015年度の導入整備計画の策定をめざして研究会を発足させる予定であることが報じられたものの[73]、その後の動きはない状況である。
- 奈良市
市内中心部への導入が検討されたが[74]、建設コストの問題や奈良駅の高架化工事が2010年までかかることなどを理由に、2003年6月に断念[75]。
- 大阪市
阿部野橋 - 恵美須町 - 難波 - 梅田 - 新大阪。2012年当時は「阿部野橋 - 難波は先行して2015年度の開業を目指している」とされていたが、期限を超過した2016年5月以降も具体化していない。阪堺電気軌道の乗り入れや事業主体は未定[76]。
- 堺市
臨海新都心堺浜 - 堺駅 - 堺東駅 - 堺市駅。早期開業として堺駅 - 堺東駅。運行予定会社は南海電気鉄道および阪堺電気軌道で建設は堺市の公設民営方式。ただし、2009年10月の市長選挙で構想の見直しを掲げた候補が当選し、2010年1月に南海電鉄に対してLRT計画中止を打診、予算を建設検討及び研究費等の300万円程度を残して削減した。その後も阪堺電軌存続支援活動を展開する市民ワーキンググループが堺市に対して提言書の提出等、阪堺線のLRT化を含めた計画の実行を求める活動を行っている。「東西鉄軌道」も参照。
- 和歌山市
和歌山市の二つの玄関口である和歌山市駅と和歌山駅との中間部に位置するぶらくり丁など中心市街地の活性化に向けて、尾花正啓市長がLRT導入に意欲を示している。和歌山市は2015年に初めてLRTに言及して以来、プロジェクトチームを結成して、宇都宮市や新潟市など先進地への視察や研究報告などを続けている。2019年度は、LRT導入が既存の交通量に及ぼす影響や、導入可能な区間などを探る調査費への助成を国に要望する方針で、2020年度の実施を目指していた[77]。しかしこのときは具体的な動きに繋がらず、2024年には、宇都宮ライトレールの事例を研究して導入の可能性を改めて検討すると報じられている[78]。
- 神戸市
市長の久元喜造が、都心と三宮地区の回遊性向上を目的とした導入の見解を2021年神戸市長選挙での前後より打ち出した[79][80]。想定されているのは三宮から海岸沿いに神戸駅に至るルートとされている[80]。市では有識者による検討座談会を2021年8月に設置し、3回の会合を経て2022年3月31日に報告書が提出された[81]。
- 兵庫県伊丹市
兵庫県が大阪国際空港とJR伊丹駅間を結ぶルートを検討（「JR福知山線分岐線構想」も参照）。
- 島根県松江市
松江駅と松江しんじ湖温泉駅を軸にして、松江城、市総合体育館、島根大学、県立美術館近くを通る4路線を検討。平成24年度に開業予定と一時は報じられた[82]が、2011年6月の市議会で提唱者でもある松浦正敬市長は、LRT導入の優先順位を下げると述べ、具体的検討は先送りとなった[83]。
- 香川県高松市
2008年1月に市長が導入に向けた方針を打ち出し、検討組織を発足させた。ただし、地元の鉄道事業者である高松琴平電気鉄道は、導入に慎重な姿勢を見せている[84]。
- 広島県東広島市
商工会議所が西条駅と広島大学を結ぶ路線の構想を提唱したと報じられたことがあった[85]。行政がLRTの導入を明示したことはないが、市が2011年3月に策定した「市街地における公共交通施策基礎調査」においては、公設民営の有利な条件で敷設した場合でも運賃は300円という高い水準になるという試算結果が掲載された[86]。
- 沖縄県那覇市
那覇市では、翁長雄志市政の頃からLRT導入が検討されており、後任の城間幹子市長が推進している[87]。2018年3月に「初期段階のLRT導入可能性調査」の報告書がまとめられた[88]。現状ではゆいレールによる南北方向の交通軸しかないが、ゆいレール旭橋駅前の那覇バスターミナルに接続するLRTやBRTを導入して東西方向と環状方向の交通軸を加える計画となっている。「那覇市地域公共交通網形成計画」（2020年3月）では、中心市街地 - 真和志 - 沖縄県立南部医療センター・こども医療センターを結ぶ東西方向軸と那覇新都心 - 真和志 - 真玉橋を結ぶ環状方向軸の2路線の導入を盛り込んでいる[89]。2024年3月には、那覇市が整備計画の素案を公表した。素案では、県庁北口 - 県立南部医療センター付近を結ぶ東西ルート本線、県庁北口 - 若狭海浜公園付近を結ぶ東西ルート支線、真玉橋付近 - 新都心を結ぶ南北ルートの3つルートが示されている[90][91]。市は、2026年度末までのLRT整備計画の策定を目指している[92]。
- 沖縄県豊見城市
2017年3月に導入可能性の調査[93]を実施し、那覇バスターミナルから豊見城新市役所、豊崎地区の東、糸満市役所を通るルートや赤嶺駅、奥武山公園駅と糸満市役所を結ぶルートなど3ルートを検討。具体的な検討はされていない。

## 路面電車として開業後に鉄道へ変更された路線

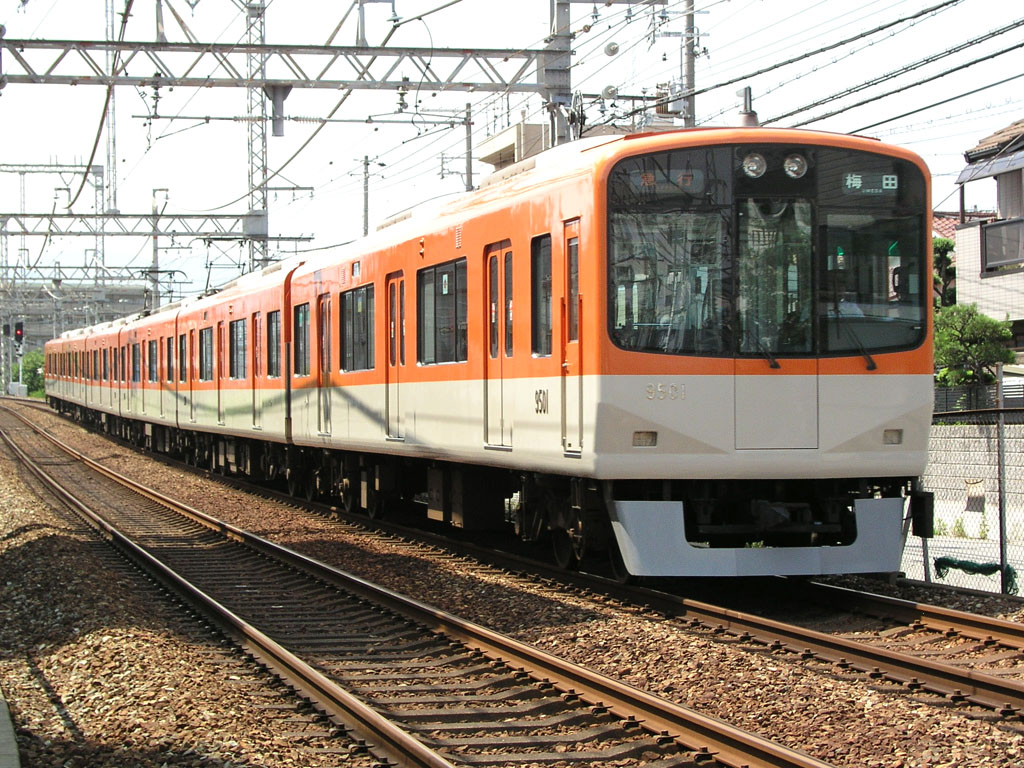
阪神電気鉄道

かつて、都市間鉄道においても軌道として建設された路線が多く存在した。1905年（明治38年）に開業した阪神電気鉄道が最初の例である。これは当時私設鉄道を監督していた逓信省鉄道局（後の鉄道院・鉄道省の前身。私鉄の監督だけでなく現業部門〈国有鉄道〉の運営も行っていた）への免許申請が、国有鉄道並行路線では難しい状況にあり、そのために内務省が監督する軌道として特許申請を行い、建設しようとしたからである。
最初の例となった阪神電鉄の場合、後に本線となる区間は、大阪・芦屋・神戸などの市街地周辺に僅かな併用軌道があった。ところが、多くの区間を専用軌道として建設するというインターアーバン的な路線となり、さらに当時の軌道による制限速度である8マイル/時(12.9km/h)を大幅に無視して違法となる高速運転を行った。この結果、国鉄の客を多く奪うことに成功した。後には、全線を専用軌道化してさらなるスピードアップも行っている。
これに刺激される形で、全国各地に同じような形で都市間鉄道が敷設された。阪急電鉄の前身となる阪神急行電鉄に至っては、昭和初期に軌道線のままで神戸線において、表定速度78.0km/h（阪和電気鉄道に次いで戦前日本の第2位）という高速走行を行う特急電車を運行した。
この時に軌道として敷設された路線の多くは、後に鉄道へ改められている。現在も軌道法に基づいている軌道路線は下記に太字で記す。
- 福島交通（飯坂線）
- 京浜急行電鉄（横浜以北の本線、空港線、大師線）
品川 - 北品川間が1956年まで併用軌道で残っていたが、もともとは大森海岸 - 六郷橋、六郷橋 - 川崎大師、大森海岸 - 大森間が併用軌道であった。
- 京王電鉄（京王線府中以東、相模原線調布 - 京王多摩川間）
新宿 - 旧・新町（新宿 - 初台間の廃駅）間が1964年まで併用軌道で残っていたが、もともとは京王新宿（廃止） - 新町（廃止）、幡代小学校（廃止） - 幡ヶ谷、仙川 - 調布間が併用軌道であった。
京王線府中以西は京王電軌の傍系会社・玉南電気鉄道が地方鉄道免許を受け、1067mm軌間で建設されたが、後に京王線との直通運転のため1372mmへ改軌され、軌道特許に切り替えられた。また、玉南電鉄が京王電軌に合併された後に建設された御陵線（後に廃止）も京王線直通のため1372mm軌間の軌道特許で建設されている。
- 東急電鉄（田園都市線二子玉川 - 溝の口間）
二子橋上のみが併用軌道であったが、1966年まで残っていた。
- 京成電鉄（本線、押上線、金町線、千葉線）
四ツ木 - 立石間だけが併用軌道であり、それも1923年には早々と解消された。
- 江ノ島電鉄（先述）
- 東海旅客鉄道（飯田線の辰野 - 伊那市間。元伊那電気鉄道）
- 上田電鉄（別所線：元・上田交通）
- 静岡鉄道（静岡清水線）
- 遠州鉄道（鉄道線）
軌道時代は未電化であった。
- 名古屋鉄道（瀬戸線など。また豊川線は鉄道線規格に改められているが、歴史的経緯から現在も軌道法準拠の軌道線）
- 京阪電気鉄道（京阪本線、宇治線。京津線、石山坂本線の2路線は併用軌道区間が現存しており、軌道法準拠の軌道線）
京阪本線の開業当時、五条（現・清水五条） - 天満橋の1/3が併用軌道であった。併用軌道区間は、1954年11月30日に天満橋 - 野田橋（後の片町、廃止）間の専用軌道化をもって完全に解消した。なお、東福寺 - 三条間は2013年まで軌道法準拠であったが、鉄道事業法に基づく鉄道に変更されている。
- 阪神電気鉄道（本線、武庫川線、阪神なんば線尼崎 - 西九条間。また国道線、北大阪線などは軌道線のまま廃止）
本線の併用軌道区間は前述の通り、梅田 - 出入橋（廃止）- 福島、住吉 - 石屋川、岩屋 - 三宮（当時・滝道）間で、岩屋以西には痕跡がある。このほか、武庫川線と尼崎海岸線は併用軌道区間が無かったものの、併用軌道用（国道線用）の車両が運行されていた時期がある。
- 阪急電鉄（宝塚本線、神戸本線、箕面線、今津線、伊丹線、甲陽線）
併用軌道区間は北野線として分離され、1949年まで運行された。
- 近畿日本鉄道（奈良線、橿原線、大阪線大和八木以西）
油阪（廃止） - 近畿日本奈良（現在の近鉄奈良）間が併用軌道として1969年まで残っていた。
- 山陽電気鉄道（本線山陽明石以東）
電鉄兵庫（廃止） - 長田（廃止）、須磨 - 敦盛塚（廃止）間が併用軌道であり、前者は1968年まで残っていたが、区間そのものが廃止された。
前身の兵庫電気軌道（現山陽明石以東）は軌道、神戸姫路電気鉄道（現山陽明石以西）は鉄道として建設されたことに由来する。詳しくは「兵庫電気軌道」を参照。
- 能勢電鉄（妙見線）
- 高松琴平電気鉄道（長尾線）
- 西日本鉄道（甘木線）
- 筑豊電気鉄道（筑豊電気鉄道線黒崎駅前 - 熊西間）
黒崎駅前 - 熊西間は、2000年以前は軌道法に基づく軌道線の西鉄北九州線であった。鉄道事業法に基づく鉄道への転換と同時に筑豊電気鉄道による運行に移管されたが、引き続き路面電車タイプの車両が使用されている。詳細は先述。
- 熊本電気鉄道（全線。詳細は先述。また一部路線は熊本市電へ譲渡した後に廃線。）

## かつて路面電車との直通運転を行っていた鉄道路線
前節の路面電車として開業後に鉄道へ変更された路線を除く。
- 岩手中央バス花巻電鉄線（当時は花巻電鉄） - 鉄道線（軌道線）
- 伊豆箱根鉄道（当時は駿豆鉄道） - 駿豆線（軌道線）
- 名古屋鉄道 - 高富線・谷汲線・揖斐線・鏡島線（岐阜市内線・美濃町線）
- 名古屋鉄道 - 名古屋本線（東枇杷島駅以北）・犬山線など（名古屋市電）
- 叡山電鉄（当時は京福電気鉄道） - 叡山本線（京都市電）
- 富山地方鉄道 - 笹津線・射水線（富山軌道線）
- 琴平参宮電鉄 - 坂出線・多度津線（丸亀線・琴平線）
- 高松琴平電気鉄道 - 志度線（市内線）
- 土佐電気鉄道（現・とさでん交通） - 安芸線（後免線）
- 山陽電気軌道 - 幡生線（市内線）
- 筑豊電気鉄道 - 筑豊電気鉄道線（路線名称なし）（西鉄北九州線）
先述の通り、元は西鉄北九州線（2000年全廃）と直通運転を行っていて、さらに昔は西鉄の車両を借り入れて運行をしていた経緯があるため、依然として路面電車タイプの車両による運行となっている。

## 過去に営業していた路面電車

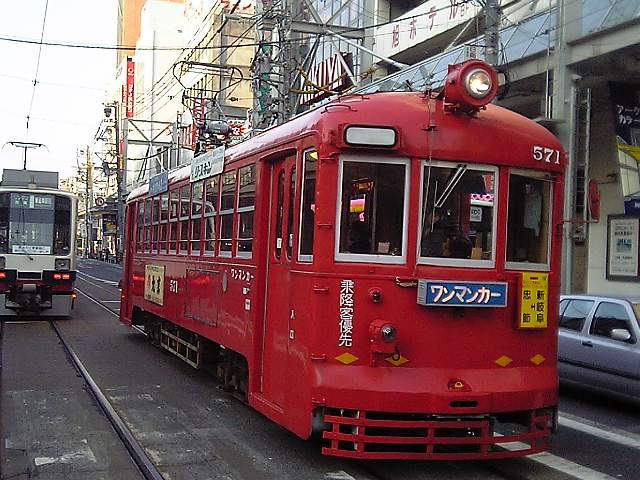
名古屋鉄道岐阜市内線

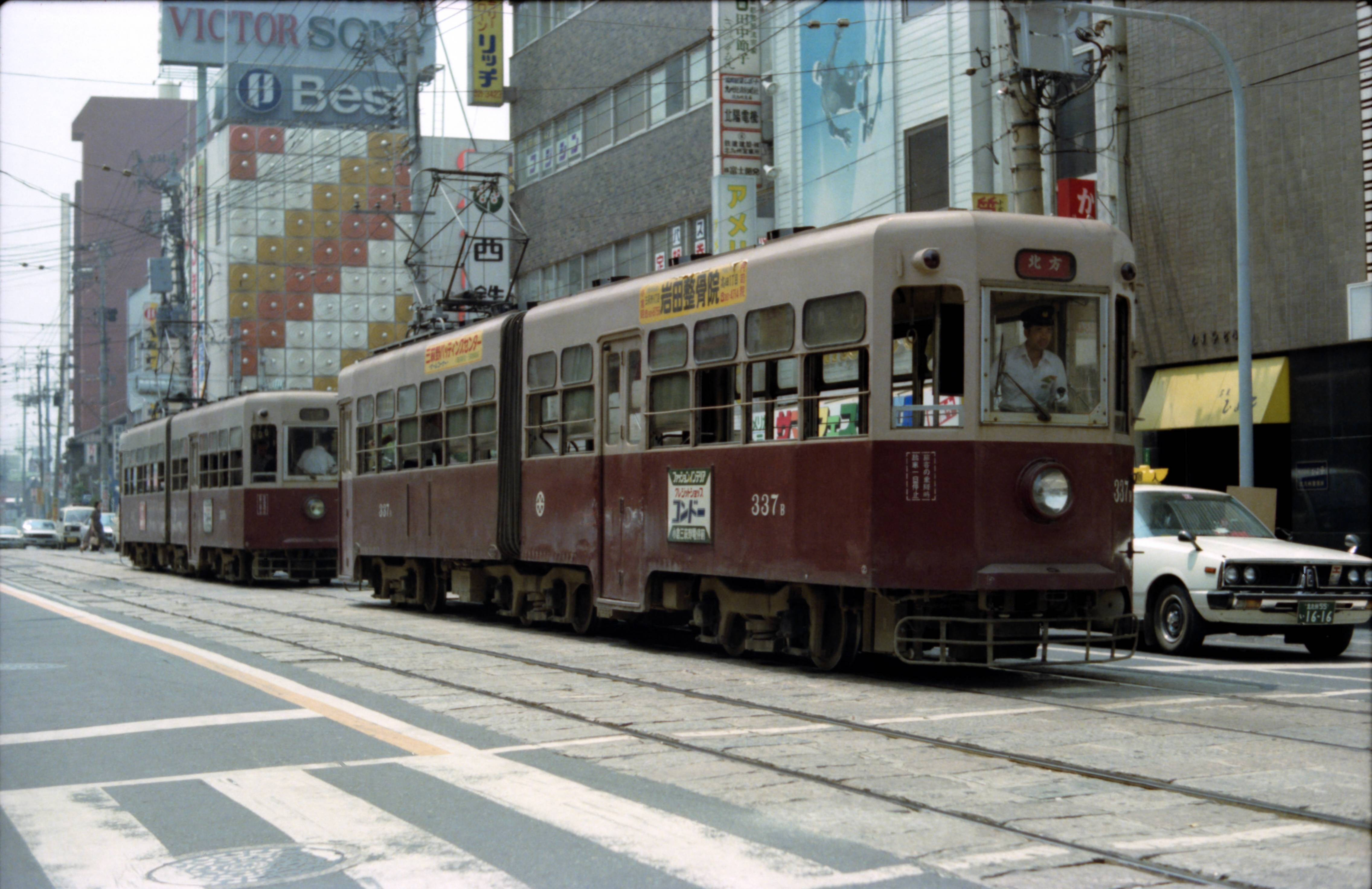
在りし日の西鉄北九州線（北方線）

「日本の廃止鉄道路線一覧」も参照。現在も他に営業中の軌道路線を持っている都市・事業者及び現存の軌道路線は太字で記す。
- 旭川市 - 旭川電気軌道（東川線、東旭川線）、旭川市街軌道（現・旭川電気軌道）
- 札幌市 - 札幌市交通局（現・札幌市交通事業振興公社）（一条線（一部現存）、西4丁目線、豊平線、苗穂線、鉄北線、北5条線、西20丁目線、桑園線、中島線）、札幌温泉電気軌道
- 登別市 - 登別温泉軌道
- 函館市 - 函館市交通局（現・函館市企業局交通部）（本線（一部現存）、東雲線、宮前線）
- 七飯町 - 大沼電鉄（会社は後に函館バスに合併）
- 花巻市 - 花巻電鉄（岩手中央バス軌道線。会社は後に岩手県交通に合併）
- 松島町 - 松島電車（宮城電気鉄道松島線）
- 秋田市 - 秋田市交通局（秋田市電）
- 仙台市 - 仙台市交通局（仙台市電）、仙南交通秋保電鉄線（会社は後に宮城交通に合併）
- 福島市・伊達市 - 福島交通（飯坂東線）
- 那須塩原市 - 塩原電車
- 前橋市・高崎市・渋川市・伊香保町 - 東武鉄道（高崎線、前橋線、伊香保線）
- 渋川市・中之条町 - 東京電燈吾妻軌道線
- 本庄市 - 本庄電気軌道
- 日光市 - 東武鉄道（日光軌道線）
- 水戸市 - 茨城交通（水浜線）
- 土浦市 - 常南電気鉄道
- さいたま市・川越市 - 西武鉄道（大宮線）
- 成田市 - 成宗電気軌道（現・千葉交通）
- 東京都区部 - 東京都電（荒川線のみ残存）、 東京急行電鉄（玉川線、砧線が廃止、下高井戸線が世田谷線として残存。玉川線廃止後同区間に鉄道線の東急新玉川線（現・田園都市線）が開業。）
- 八王子市 - 武蔵中央電気鉄道（京王電気軌道に合併）
- 川崎市 - 川崎市交通局（川崎市電）
- 川崎市・横浜市 - 海岸電気軌道（鶴見臨港鉄道軌道線）
- 横浜市 - 横浜市交通局（横浜市電）
- 小田原市 - 箱根登山鉄道（小田原市内線）
- 新潟市 - 新潟交通（鉄軌分界点 - 白山前間）
- 甲府市 - 山梨交通（電車線）
- 松本市 - 松本電気鉄道（浅間線）
- 上田市・青木村 - 上田温泉電軌（青木線、西丸子線）
- 三島市・沼津市 - 伊豆箱根鉄道（軌道線）
- 静岡市 - 静岡鉄道（清水市内線、静岡市内線）
- 袋井市・森町 - 静岡鉄道（秋葉線）
- 豊橋市 - 豊橋鉄道（東田本線（一部現存）、柳生橋支線）
- 豊川市 - 名古屋鉄道（豊川市内線…実質鉄道線となり名鉄豊川線として現存）
- 岡崎市 - 名古屋鉄道（岡崎市内線）
- 名古屋市 - 名古屋市交通局（名古屋市電）
- 一宮市 - 名古屋鉄道（起線）
- 岐阜市・関市・美濃市 - 名古屋鉄道（美濃町線、岐阜市内線、田神線）
- 恵那市 - 岩村電気軌道
- 富山市 - 富山地方鉄道（支線（一部現存）、呉羽線（一部現存）、宮下線、東部線、山室線、射水線…一部区間は万葉線新湊港線（鉄道線）として現存）
- 高岡市 - 加越能鉄道（現・万葉線）（伏木線）
- 金沢市 - 北陸鉄道（金沢市内線、金石線、松金線）
- 桑名市 - 桑名電軌
- 伊勢市 - 三重交通（神都線）
- 京都市 - 京都市交通局（京都市電）
- 大阪市・堺市・守口市 - 大阪市交通局（大阪市電）
- 大阪市 - 阪急電鉄（北野線…廃止後、同区間は鉄道線の阪急京都本線乗り入れ用の線路用地として転用され、書類上は現在も阪急宝塚本線の一部（実態は京都線）[要出典]として現存。）
- 大阪市・堺市 - 南海電気鉄道（平野線、大浜支線）
- 和歌山市・海南市 - 南海電気鉄道（和歌山軌道線）
- 大阪市・尼崎市・西宮市・芦屋市・神戸市 - 阪神電気鉄道（北大阪線、国道線、甲子園線…通称阪国電車）

- 神戸市 - 神戸市交通局（神戸市電）

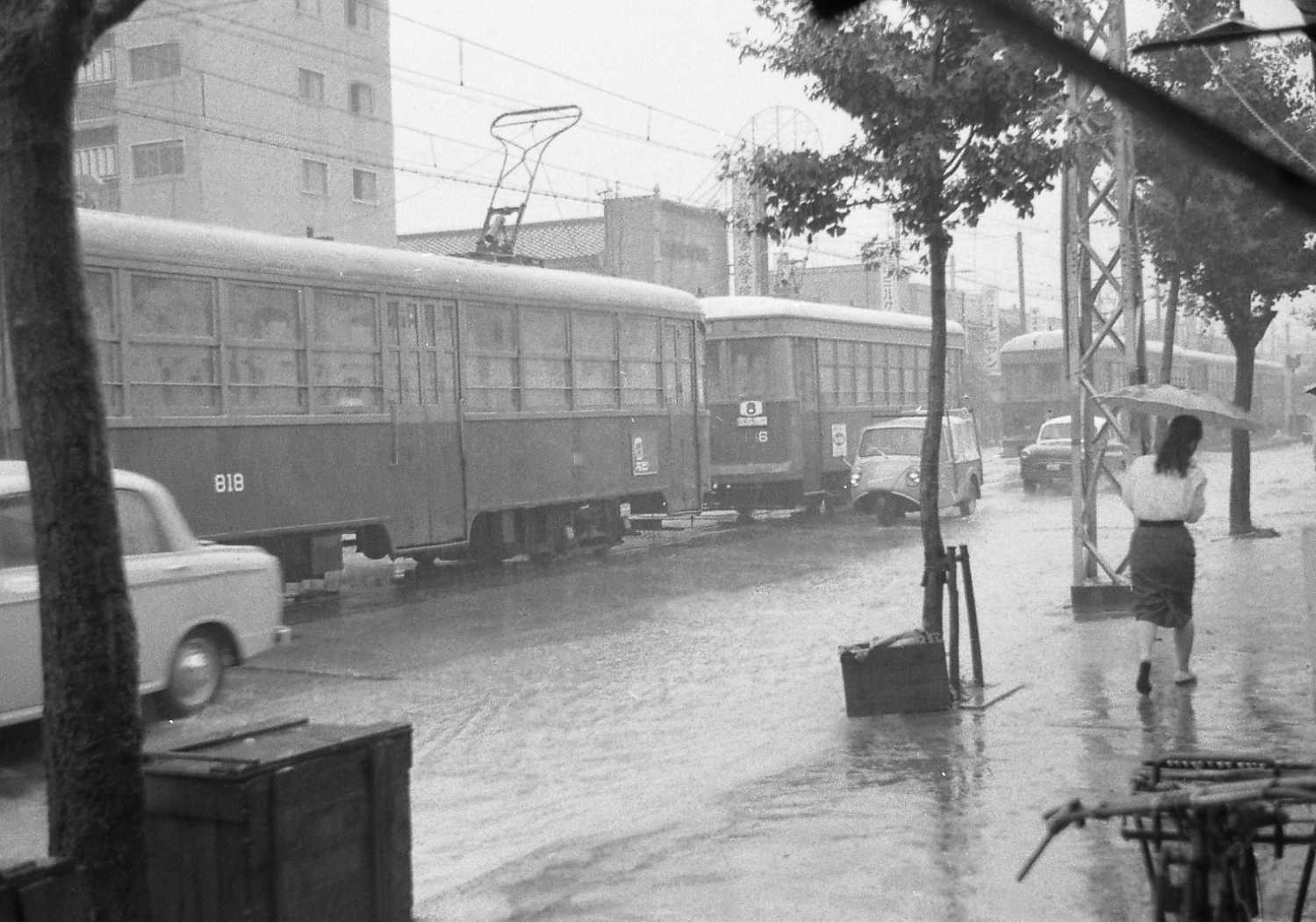
在りし日の神戸市電（上沢通）

- 姫路市・たつの市 - 播電鉄道（会社は後に神姫バスに合併）
- 岡山市 - 岡山電気軌道（番町線）
- 松山市 - 松山電気軌道・伊予鉄道電気（一部は伊予鉄道の路線として現存）
- 高知市 - 土佐電気鉄道（現・とさでん交通）（新地線）
- 米子市 - 米子電車軌道（会社は後に日ノ丸自動車に合併）
- 呉市 - 呉市交通局（呉市電）
- 岩国市 - 岩国電気軌道（山口県営軌道）
- 下関市 - 山陽電気軌道（現・サンデン交通）
- 高松市 - 高松琴平電気鉄道（市内線）
- 坂出市・丸亀市・多度津町・善通寺市・琴平町 - 琴平参宮電鉄（琴平線、丸亀線）
- 北九州市 - 西日本鉄道（北九州線…一部区間は鉄道線に転換し筑豊電気鉄道線として現存）、門司築港、北九州市交通局（北九州市電。旧：若松市営貨物線）
- 福岡市 - 西日本鉄道（福岡市内線）
- 大牟田市 - 西日本鉄道（大牟田市内線）
- 久留米市・八女市 - 西日本鉄道福島線（旧・三井線）
- 久留米市・日田市 - 筑後軌道
- 佐賀市 - 佐賀電気軌道
- 嬉野市 - 肥前電気鉄道
- 熊本市 - 熊本市交通局（幹線（一部現存）、黒髪線、坪井線、春竹線、川尻線、百貫線）
- 別府市・大分市 - 大分交通（別大線）
- 鹿児島市 - 鹿児島市交通局（上町線、伊敷線）
- 那覇市 - 沖縄電気

### （参考）路面電車が過去にも現在にも存在していない都道府県庁所在地
★印はその都道府県内で県庁所在地以外の自治体で路面電車が存在した実績がある。
☆印は路面電車が過去にも現在にも存在したことが無い都道府県。
- 青森市☆
- 盛岡市★
- 山形市☆
- 千葉市★
- 長野市★
- 津市★
- 奈良市☆[* 18]
- 鳥取市★
- 松江市☆
- 山口市★
- 徳島市☆[* 19]
- 宮崎市☆[* 20]